# 広島県
広島県（ひろしまけん、旧字体：廣嶋縣・廣嶌縣）は、日本の中国地方（山陽地方）に位置する県。県庁所在地は広島市。

## 概要
山陽地方の中央部に位置しており、南側は瀬戸内海に面している。県の人口は約271万人で、中四国地方で最多である。面積も中四国最大である。人口密度は香川県に次ぐ第2位。
県庁所在地の広島市は政令指定都市であり、中国・四国地方最大の人口を擁する都市である。瀬戸内海沿いの臨海部を中心に自動車産業、製鉄、造船などの工業が発展（瀬戸内海工業地域）しており、自動車メーカーのマツダなど世界的企業も数多く輩出している。一方で海・山の豊富な自然にも恵まれた「食の宝庫」であり、農業・漁業も盛んである。知名度は高くないが、多様な伝統産業の集積地でもある。
広島都市圏・福山都市圏と県内に二つの都市圏を持ち、中国地方の中心的役割を担う県である。大まかに広島市を中心とする県西部を「安芸」、県東部で岡山県と隣接している福山市を中心とする県東部を「備後」と呼び、現在でも方言・文化の点で一部違いを見せる（広島弁・備後弁）。行政上は、都市機能と生活圏などから広島圏域（県西部）、備後圏域（県東部）、備北圏域（県北部）の3つに分ける場合もある。
第二次世界大戦において世界で初めて核兵器による攻撃を受けた広島市を抱えることから、国際的に知名度が高い。「外国人に人気の日本の観光スポット」として常にトップ3に位置する安芸の宮島（厳島）と原爆ドームの2つのユネスコ世界遺産を有する日本有数の観光県の一つでもあり、日本国外からの観光客も多い。また全国一移民を輩出した「移民県」としても知られ、ハワイや北南アメリカ、北海道、満洲などに多くの広島県民が開拓のため入植した。1899年（明治32年）から1941年（昭和16年）の間、広島県からの移民は約10万人にのぼり、日本の移民の約15％を占めた。特にハワイは広島県出身者が3割、山口県などを含むと約5割が中国地方出身者となり、広島方言が全国共通語と類似性の高い方言であったため、広島弁がハワイ日系社会の共通語の基盤となった。これは県内に大きな平野が少なく、耕地が少なかったという理由もあるが、祖国を離れて海外で雄々しく活躍しようという、進取の気質に富む県民性によるものといわれる。
軍都としての歴史から、それ故の原爆投下の不幸、重化学工業を中心とした戦後の発展と、文化面でいえば、県民から熱狂的な支持を受ける広島東洋カープや全国的に名高い広島お好み焼きなど、他の地方には見られない強烈な個性が顔を揃える県として、特異なポジションを確立している。

## 地理・地域

### 地形
瀬戸内海沿岸部に向かって、中国山地と平行に高地から低地へ階段状の地形を形成している点が特徴で、基本的には北（島根・鳥取県側）へ行くほど海抜が高くなる。また、開けた平野部は河川流域と河口付近のみに限られ、海抜そのものは高くないものの山が多数連なる地勢でもある。これは沿岸部でも同様で、海岸のすぐそばまで山が迫っている場所も珍しくない。花崗岩類と花崗岩風化産物であるマサ（真砂）が広域に分布し、表土の下に広がるマサ土の層は最大数十mの厚さに達する。そのため土石流の危険渓流、急傾斜地崩壊の危険箇所も多く指定箇所数は全国一位となっている。
- 河川

広島県内には太田川水系と江の川水系の2大水系の他、瀬戸内沿岸部に東から高梁川、芦田川、沼田川、黒瀬川、八幡川、小瀬川などがある。太田川流域はほぼ県西部（安芸）に相当し、江の川流域は県北東部（備北）である。県東部（備後）は芦田川、沼田川水系などとなっている。
- 山野

広島市や福山市など埋め立てによる平野部があるが、山がちの地形であり、内陸部に三次盆地や西条盆地などがある。東部には世羅高原や神石高原が広がっている。
- 島嶼部

瀬戸内海には大小併せて約140の島を有す。
- 島嶼部を含め山がちの地形のため、2005年現在の棚田の数では日本で群を抜いた1位である[43]。
- 隣接都道府県: 陸上では東から岡山県 - 鳥取県 - 島根県 - 山口県、海上で愛媛県 - 香川県と接している（但し鳶小島、瓢箪島（ひょうたん島）が愛媛県との県境を跨いでいる）。

### 広袤（こうぼう）
国土地理院地理情報によると広島県の東西南北それぞれの端は以下の位置で、東西の長さは131.62km、南北の長さは118.79kmである。また、国土地理院の全国都道府県市区町村別面積調によると、広島県の面積は8478.16平方キロメートルである。
|                                                                         | 北端 北緯35度6分20秒 東経132度53分18秒 / 北緯35.10556度 東経132.88833度 ↑     | 重心 北緯34度36分2秒 東経132度47分6秒 / 北緯34.60056度 東経132.78500度    |
| 西端 北緯34度30分5秒 東経132度2分11秒 / 北緯34.50139度 東経132.03639度← | 中心点 北緯34度34分12.5秒 東経132度45分13秒 / 北緯34.570139度 東経132.75361度 | 東端 →北緯34度18分54秒 東経133度28分15秒 / 北緯34.31500度 東経133.47083度 |
|                                                                         | ↓ 南端 北緯34度2分5秒 東経132度29分7秒 / 北緯34.03472度 東経132.48528度       |                                                                           |

### 気候
広島県の面積は全国でも11番目と大きいため、地域によって異なるが、1年を通して降水量が少なく、一般的には冬でも温かい気候である。
北部は日本海側気候、それ以外の地域は瀬戸内海式気候に分類される。
沿岸部では冬でも晴天日数が多いが北部の一部は豪雪地帯となっている。
北部は緯度の割には冬は低温であり、山間部を中心に降雪量も多い。特に中国山地の山沿いは、北広島町の東八幡原（標高774m）で観測された−28.0°C（1977年（昭和52年）2月19日）を筆頭に、庄原市の高野地区の−26.0°C（1977年（昭和52年）2月19日）など−20°C以下まで下がることもあるほどの厳寒地である。北広島町八幡の592cm、庄原市高野の582cmなど日本海側との脊梁部には降雪量が3mから6m近くに達する豪雪地帯が広がっている。庄原市や三次市などの市街地でも80cm〜120cm程度の降雪量がある。
| 平年値 （月単位） | 平年値 （月単位） | 南部（瀬戸内海島嶼部）   | 南部（瀬戸内海島嶼部）   | 南部（瀬戸内海島嶼部）   | 南部（瀬戸内海沿岸部）   | 南部（瀬戸内海沿岸部）     | 南部（瀬戸内海沿岸部）     | 南部（瀬戸内海沿岸部）     | 南部（瀬戸内海沿岸部）     | 中部（瀬戸内海側内陸部）   | 中部（瀬戸内海側内陸部）   |
| 平年値 （月単位） | 平年値 （月単位） | 呉市 呉市蒲刈            | 呉市豊町 久比            | 尾道市 生口島            | 広島                     | 呉                         | 竹原                       | 福山                       | 大竹                       | 府中                       | 世羅                       |
| ----------------- | ----------------- | ------------------------ | ------------------------ | ------------------------ | ------------------------ | -------------------------- | -------------------------- | -------------------------- | -------------------------- | -------------------------- | -------------------------- |
| 平均 気温 (°C)    | 最暖月            |                          | 26.6 （8月）             | 27.2 （8月）             | 28.2 （8月）             | 27.6 （8月）               | 26.3 （8月）               | 27.6 （8月）               | 27.6 （8月）               | 26.7 （8月）               | 25.0 （8月）               |
| 平均 気温 (°C)    | 最寒月            |                          | 5.4 （1月,2月）          | 5.3 （1月）              | 5.2 （1月）              | 5.8 （1月）                | 5.5 （1月）                | 4.3 （1月）                | 4.9 （1月）                | 3.4 （1月）                | 1.3 （1月）                |
| 降水量 (mm)       | 最多月            |                          | 233.7 （6月）            | 167.6 （6月）            | 258.6 （7月）            | 227.7 （7月）              | 193.3 （6月）              | 176.7 （7月）              | 271.4 （7月）              | 195.3 （7月）              | 208.3 （7月）              |
| 降水量 (mm)       | 最少月            |                          | 32.8 （12月）            | 33.8 （12月）            | 41.2 （12月）            | 35.6 （12月）              | 33.0 （12月）              | 31.0 （12月）              | 41.8 （12月）              | 36.6 （12月）              | 43.6 （1月）               |
| 平年値 （月単位） | 平年値 （月単位） | 中部（瀬戸内海側内陸部） | 中部（瀬戸内海側内陸部） | 中部（瀬戸内海側内陸部） | 中部（瀬戸内海側内陸部） | 北部（中国山地・吉備高原） | 北部（中国山地・吉備高原） | 北部（中国山地・吉備高原） | 北部（中国山地・吉備高原） | 北部（中国山地・吉備高原） | 北部（中国山地・吉備高原） |
| 平年値 （月単位） | 平年値 （月単位） | 三原市 本郷              | 東広島                   | 安佐北区 三入            | 廿日市 廿日市津田        | 神石高原 油木              | 庄原                       | 三次                       | 庄原市 高野                | 北広島 大朝                | 安芸太田 加計              |
| 平均 気温 (°C)    | 最暖月            |                          | 25.6 （8月）             | 26.9 （8月）             | 24.6 （8月）             | 23.2 （8月）               | 24.6 （8月）               | 25.6 （8月）               | 22.8 （8月）               | 23.7 （8月）               | 25.2 （8月）               |
| 平均 気温 (°C)    | 最寒月            |                          | 2.1 （1月）              | 3.5 （1月）              | 1.2 （1月）              | 0.0 （1月）                | 0.8 （1月）                | 1.7 （1月）                | −0.8 （1月）               | 0.4 （1月）                | 1.8 （1月）                |
| 降水量 (mm)       | 最多月            |                          | 236.8 （7月）            | 291.4 （7月）            | 317.6 （7月）            | 230.9 （7月）              | 249.1 （7月）              | 259.0 （7月）              | 303.4 （7月）              | 285.6 （7月）              | 303.0 （7月）              |
| 降水量 (mm)       | 最少月            |                          | 41.4 （12月）            | 56.7 （12月）            | 54.5 （12月）            | 42.9 （1月）               | 64.3 （1月）               | 65.2 （1月）               | 112.3 （11月）             | 95.3 （11月）              | 86.7 （11月）              |

- 呉市豊町久比については、1971年から2000年までの平年値（2009年2月24日で観測を終了したため）。
- 呉市呉市蒲刈については、2009年2月25日より観測開始のため、平年値なし。
- 三原市本郷については、2003年1月1日より観測開始のため、平年値なし。

### 自然公園
国立公園
瀬戸内海国立公園
国定公園
比婆道後帝釈国定公園、西中国山地国定公園
県立自然公園
南原峡県立自然公園、山野峡県立自然公園、三倉岳県立自然公園、竹林寺用倉山県立自然公園、仏通寺御調八幡宮県立自然公園、神之瀬峡県立自然公園

### 自治体
県下には14市5郡9町が存在する。村は2004年11月5日に消滅した。
かつては県庁によって1つの大都市周辺地域および7つの広域市町村圏の計8つの広域行政圏に区分されていた。ただし、この広域行政圏は実際の都市圏の枠組みとは異なっていた。県内には広島市を中心とする広島都市圏、福山市を中心とする備後都市圏が存在し、それぞれ広域行政圏や県境を越えて広がっている。なお、広域行政圏政策そのものは、2009年（平成21年）3月末に廃止された。
以下、かつての広域行政圏ごとに市町村を記載し、人口を付記する（2015年（平成27年）国勢調査人口）。
広島 1,310,256人
- 広島市（8区） - （県庁所在地・政令指定都市）
  - 中区 - 東区 - 南区 - 西区 - 安佐南区 - 安佐北区 - 安芸区 - 佐伯区

- 安芸郡
  - 府中町 - 海田町 - 熊野町 - 坂町

広島西 142,771人
- 廿日市市
- 大竹市

呉 252,891人
- 呉市
- 江田島市

芸北 54,878人
- 安芸高田市
- 山県郡
  - 安芸太田町 - 北広島町

広島中央 227,325人
- 東広島市
- 竹原市
- 豊田郡
  - 大崎上島町

尾三 251,157人
- 尾道市
- 三原市
- 世羅郡
  - 世羅町

福山・府中 514,097人
- 福山市
- 府中市
- 神石郡
  - 神石高原町

備北 90,615人
- 三次市
- 庄原市

### 越県合併の模索

#### 岡山県笠岡市（旧茂平村）
1963年（昭和38年）ごろ岡山県笠岡市旧茂平村地区が岡山県より分離、日本鋼管進出で経済発展の進む広島県（福山市)への編入を模索していた。旧茂平村地区は旧来より地理的（地区が隣接し境界に河川などの天然障壁がない）、社会的（多くの住民の親戚などが福山市に居住および福山市出身の住民が多い）に福山市との結び付きが強い地域であった。1963年（昭和38年）岡山県の日生町福浦が強い住民運動により兵庫県の赤穂市に合併されたことに刺激を受けた住民が福山市合併協議会を結成し大規模な合併運動を開始（以前より幾度か合併案はあった）。当時広島県議会議員中川弘（のち福山市長に就任）の賛同の下、福山市議会議員数人の賛同も得た。また、城見村内で旧茂平村地区と同じ境遇の旧用之江村地区も福山市との合併に賛同し共同で運動を始めた。その後、合併協議会は有権者9割の署名を集め福山市長、福山市議会に請願書を提出した。
福山市に合併嘆願書が提出されると生活圏を理由に県域が次々と他県に奪われることを危惧した岡山県議会、笠岡市議会からの反対運動が起こった。また翌年（1964年（昭和39年））岡山県の知事に地元出身の加藤武徳が就任すると、知事も合併運動に反対し騒動は終結した。

#### 愛媛県（越智郡上島諸島）
平成の大合併の際、愛媛県越智郡上島諸島の弓削町・生名村・岩城村・魚島村が愛媛県より分離し、広島県因島市との合併を模索していた。
- 愛媛県越智郡の上島諸島は、古来より因島市を中心とした文化圏に含まれている。
- 各島を結ぶ航路も因島を中心に運行されている。
- 因島市の日立造船因島工場を中心として多くの島民が因島市に勤務している。

などの理由により、4町村が広島県の因島市との越県合併を検討。4島のうち最も広島県に近い生名村は昭和30年代にも広島県への併合を模索したことがあった。しかし、島だけではなく、大きな漁域を失うことを恐れた越智郡や今治市の漁師が大規模な海上デモ活動を行った。また、愛媛県、越智郡も反対し決行されなかった経緯がある。生名村は、因島までの距離が300mと近い。また、村営の渡船が1日50往復近く運行されており、因島市のベッドタウン的な立場であった。
2000年（平成12年）5月5市町村の間で連携交流協議会を設置するも、両県市町村間での調整が難航した。結局、愛媛県側4町村で上島町を設立、合併案は事実上凍結された。
なお、現在まで上島町は橋やフェリーなどで愛媛県に接続されておらず、車両で四国に上陸するためには一旦広島県側を経由しなければならない状態になっている。

### 土砂災害危険箇所
国土交通省の平成10年および平成14年の報告では、広島県にはがけ崩れや土石流による土砂災害危険箇所が31,987箇所あり、これは都道府県の中で最多である。2位以下は、島根県（22,296）、山口県（22,248）、兵庫県（20,748）、大分県（19,640）、和歌山県（18,487）、高知県（18,112）、愛知県（17,783）となっている。危険箇所の少ない地域は、沖縄県（1,032）、山形県（3,771）、東京都（3,786）、青森県（4,005）などで全国に525,307箇所ある。上位3県が広島、島根、山口と中国地方西部となっておりこれは山がちな地形であるため住宅地が山の裾野まで迫り、さらには山腹まで宅地開発されていることと、花崗岩が風化したまさ土による地質の脆弱さによるものである。

## 歴史

### 県名の由来
県名は県庁所在地である広島市に由来する。その広島の由来は、1589年（天正17年）からの毛利輝元による広島城築城の際に、1591年（天正19年）命名されたものである。大江広元（毛利氏の祖）以来、毛利氏は「元」の通字以外、「広」も諱に使用する字の一つとしていた。毛利元就の時代には、完全に臣従したもの（吉川元春、天野元貞、出羽元祐など）には、「元」を一字書出として与えたが、そうでない国人衆（平賀広相、阿曽沼広秀など）には、明白に傘下に組み入れられたと示す「元」の字を避け、「広」の字を与えたとされる。この慣習は毛利輝元にも引き継がれ（吉川広家、山内広通、益田広兼など）、毛利氏（特に輝元）の与える「広」は重要な意味合いを持った。従って「広島」は、この「広」とこの地の豪族であり、普請奉行であった福島元長の「島」を併せたとする説が有力である。また他に、デルタのため「広い島」からきたという説もある。

### 原始・古代
旧石器時代から人々が居住していたと考えられ、広島大学（東広島市）には約2万7千年前に遡る西ガガラ遺跡がある。倉橋島（呉市倉橋町）の鹿島沖からナウマンゾウの化石などが引き上げられている。
- 紀元前667年頃 - 『古事記』『日本書紀』によれば、神武天皇が東征の際に多祁理宮・埃宮（現在の府中町多家神社）に7年間滞在したとされる[57]。

甲立古墳や石槌山古墳群などの古墳もあり、飛鳥時代後期には備後国に寺町廃寺（三次市）などの寺院が建立された。
- 593年 - 伝承では推古天皇元年、豪族佐伯鞍職が、神を「斎き」祀る島「伊都岐島」に社殿を創祀[出典 17]。
- 6世紀ごろは古墳時代後期に当たるが、大和政権は、地域の有力者を国造に任命し、国造制を開始した。並行して部民制も導入した。さらに、各地域へ屯倉の設置を拡大し、地域民衆の直接支配も介入し始めた。
- 616年 - 聖徳太子により、浄土寺が開かれたと伝えられる[57]。
- 741年 - 聖武天皇が諸国に国分寺、国分尼寺造営の詔を出し、備後国分寺を福山市神辺町に、安芸国分寺を東広島市西条町に創建[出典 18]。
- 1151年 - 平清盛が安芸国安芸守に任じられ、瀬戸内海の制海権を手にする[54]。
- 1164年 - 平清盛など平家一門が法華経28巻など33巻1具（平家納経）を厳島神社に奉納。清盛が海を敷地に社殿と回廊を配置する形を整える[出典 19]。海上に浮かぶ神秘的な佇まいは"極楽浄土"を表したものとされる[出典 20]。
- 1165年 - 伝承では平清盛が音戸の瀬戸を開削[57]。
- 1174年 - 後白河上皇が平清盛らを伴い厳島神社に参拝[出典 21]。
- 1189年 - 甲斐国守護の武田信光が安芸国守護を任じられる[53]。
- 1274年 - 武田信時が銀山城を築城[53]。
- 1330年 - 毛利時親が父・毛利経光より安芸吉田荘の地頭職を譲り受け[62]、1336年当地に下向し、以降、毛利氏は安芸国に転じる[出典 22]。時親が吉田郡山城を築城したとされ[64]、安芸における勢力維持を図る[62]。1591年に毛利輝元が、広島城を築き移るまでの間、郡山城が毛利氏の本拠城となる[64]。郡山城は戦国期最大級の山城とされる[55]。
- 1358年 - 武田氏信が安芸国守護として甲斐武田氏から分家（安芸武田氏のはじまり）[出典 23]。

### 中世

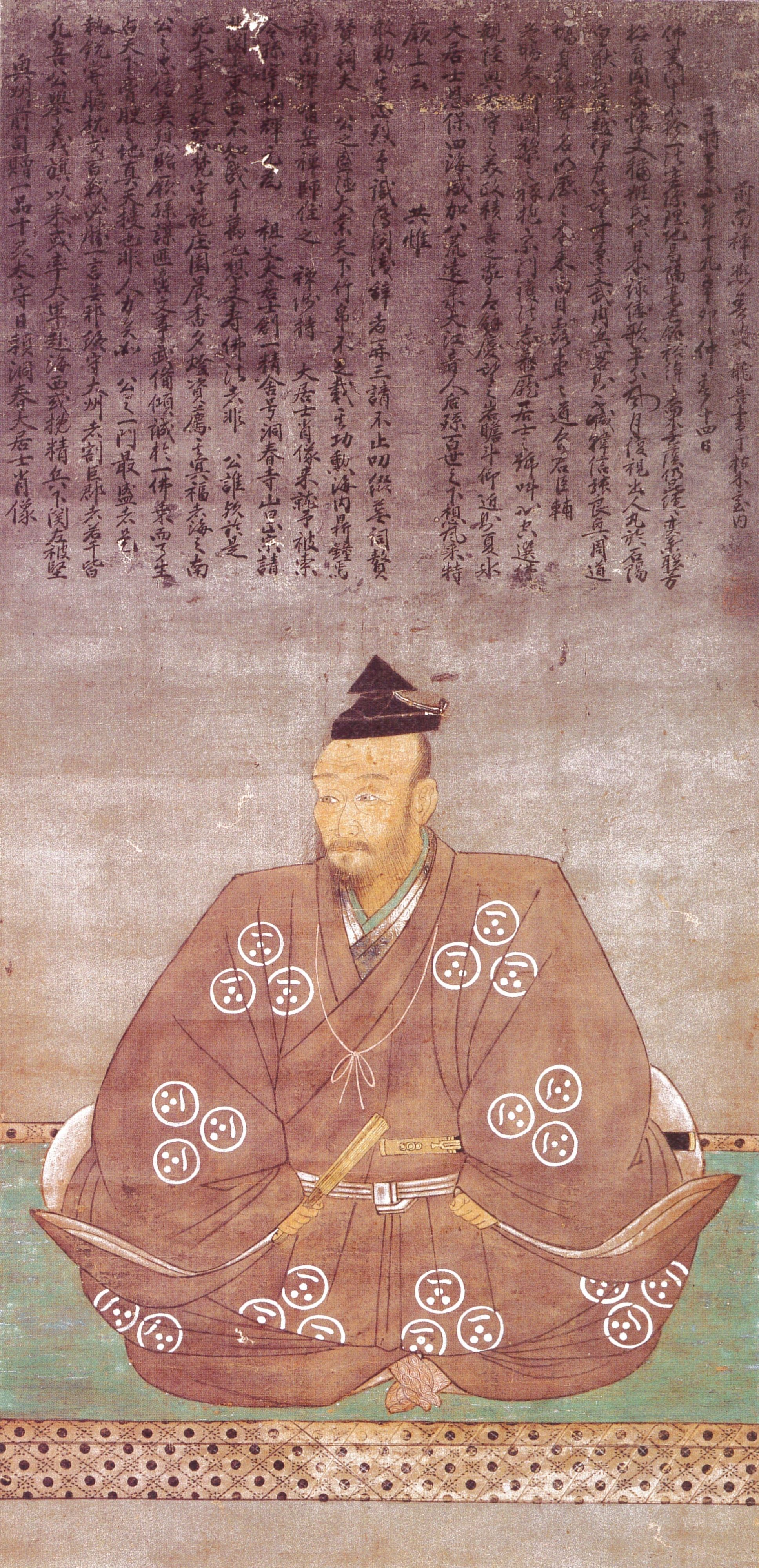
謀神と称される戦国時代最高の「知将」であり、中国地方の覇者毛利元就

- 1523年 - 毛利元就が毛利家を継ぎ[55]、吉田郡山城城主になる[出典 24]。
- 1523年 - 1554年頃の天文年間に、安芸国で日本で最初にカキの養殖法が考案されたとされる[出典 25]。他の説もあるが、いづれもカキ養殖の始まりは広島湾の干潟[出典 26]。やがて生産量が地元消費量を超えると、船に積まれて各地に流通するようになり[出典 27]、「良質美味」な広島の牡蠣は天下にその味が知られ、江戸時代の始めにはブランド化した[出典 28]。
- 1541年 - 毛利元就が銀山城を攻略（安芸武田氏の滅亡）[出典 29]。以降、毛利氏の勢力は一気に拡大し、安芸国を中心に最盛期には、山陽・山陰十四か国（中国地方一帯）百四十数万石と九州の一部を領地とし[70]、西日本最大の勢力を誇り[出典 30]、中央の織田信長の勢力と対峙した[70]。これらの実績により、毛利元就は今日でも広島を代表する人物として人気が高い[72]。
- 1544年 - 毛利元就の三男・隆景が竹原小早川家を[出典 31]、1549年、元就の次男・元春が吉川家を継ぐ（毛利両川）。
- 1555年 - 元就が陶晴賢を厳島で破る（厳島合戦）。
- 1555年 - 元就が大内氏を滅ぼし、長門・周防を支配下におく[67]。
- 1557年 - 元就が「三本の矢」の逸話で知られる『三子教訓状』を書く[出典 32]。
- 1566年 - 元就が尼子氏を滅ぼし、出雲・伯耆を支配下におく[67]。
- 1573年 - 室町幕府15代将軍・足利義昭が、織田信長により京を追放され、毛利氏などの支援により、1576年に鞆に拠点を移し、再起を図る(鞆幕府)[74]。
- 1587年 - 豊臣秀吉が厳島神社に参拝。
- 1589年 - 毛利輝元が広島城の築城開始[出典 33]。1591年、輝元が入城し[55]、今日の水都広島の礎を成す[出典 34]。

### 近世
- 1600年 - 関ヶ原の戦いで毛利輝元が反徳川方についたため[70]、戦後処置で全領土を没収された[70]。しかし支族吉川氏のとりなしにより、周防・長門（山口県）へ転封[出典 35]。萩城を築城し1604年入城[55]、輝元が長州藩の実質上の藩祖となる[71]。輝元はわずか三十九万余石では膨大な人数を養う自信がなく、家来に「ついて来なくてもいい」と幾度も言ったが、みな聞かず[70]。家来はほぼ全員長門国に移った[70]。上級者は家禄を減らされ、知行も扶持も貰えぬ者は農民になり山野を開墾した[70]。長州志士の姓である高杉、山縣、桂、入江、三次、国司などは安芸・備後の地名由来の姓といわれ[70]、幕末、長州藩が階級・身分を超えて強い結束を誇ったのは、ルーツは毛利家の家来であったという意識が共有されていたからといわれる[70]。高杉晋作が結成した無階級軍・奇兵隊に参加した百姓・町人は「もとは安芸で同根だった」という意識から組織に志願させた[70]。
- 1601年頃、福島正則が広島城に入城し[65]、備後・安芸二国を治める[54]。
- 1619年 - 福島正則が1617年の大洪水で破損した広島城の石垣を無許可で修築したため改易処分[出典 36]。代わって備後福山には水野勝成[出典 37]、安芸広島には浅野長晟が入城[出典 38]。福島正則の功績として山陽道を城下に通し、城下町としての機能を整えたことが挙げられる[52]。
- 1698年 - 福山藩5代藩主水野勝岑死去により、水野家無嗣除封。
- 1699年 - 松平（奥平）忠雅福山に転封。
- 1710年 - 松平（奥平）忠雅に代わり阿部正邦が福山に転封[39]。
- 1716年 - 広島藩が定免制を採用。
- 1789年-1801年 - 寛政年間に、宮島でしゃもじの生産が始まる[77]。
- 1800年 - 頼山陽が広島藩を脱藩。
- 1820年頃 - 広島城下の南方の干潟は次々と干拓されていき[39]、新開の町村数は35を数え、町・新開の人口は4万8千人を超え、これに武家・寺社の推定人口2万人を加えると、城下の総人口は7万人前後となり、江戸・大坂・京都・名古屋・金沢に次ぐ大都市となる[53]。
- 1826年 - 頼山陽の著書『日本外史』が20年かけて完成[78]。山陽の没後未曽有の大ベストセラーとなり、幕末の尊王攘夷運動に大きな影響を与えた[78]。
- 1843年 - 福山藩藩主の阿部正弘が老中首座に就任、日米和親条約を結ぶ[79]。
- 1864年 - 第1回長州征伐のため、広島に幕兵が集結[80]。
- 1865年 - 第2回長州征伐の先鋒を広島藩が命じられる。

江戸時代の藩については備後国の福山藩、安芸国の広島藩、広島新田藩。また備後の家老浅野家の広島藩の支城三原城が置かれた。

### 近・現代

#### 明治・大正
- 1867年 - 薩長芸3藩の討幕同盟が成立（薩長芸三藩盟約）[出典 39]。
- 1871年（明治4年）
  - 7月14日、廃藩置県の詔勅により広島県と福山県、中津県[注釈 6]が設置される[出典 40]。
  - 8月4日、旧広島藩内一帯に騒動（芸備16郡一揆 / 武一騒動）が起こったため、前藩主浅野長訓が上京を取り止める。
- 1872年（明治5年） - 第1回の都道府県人口統計で全国唯一の90万人超で全国1位（この年のみ1位）[81]。
  - 日本陸軍が鎮西鎮台第一分営（翌1873年、広島鎮台、1888年、第五師団)を設置[41]。
- 1875年（明治8年） - 2月、藤井勉三（山口県士族）が県令に任命される。
- 1876年（明治9年）
  - 4月18日 - 岡山県より旧備後国沼隈、深津、安那、品治、芦田、神石の6郡を広島県に移管、現在の広島県域が確定した[79]。
  - 5月 - 福山支庁を設けた。備後6郡を所属させた。
- 1878年（明治11年）:4月、広島区水主町（現・広島市中区加古町）に新庁舎完成。
- 1880年（明治13年）4月 - 県令藤井勉三が病気で依願免官、千田貞暁が任命される。
- 1884年（明治17年） - 宇品港（広島港）の起工式が行われる。
- 1885年（明治18年） - 官約移民開始。以降広島県人の移民が始まる（広島県人の移民参照）。
- 1888年（明治21年） - 海軍兵学校が東京築地から江田島に移転[54]。陸軍が広島鎮台を母体に第五師団を編成[41]。陸海軍の施設が集中する軍都として発展[41]。
- 1889年（明治22年）
  - 4月1日 - 広島市市制施行[53]。
  - 7月 - 呉鎮守府開庁[出典 41]。
  - 11月30日 -  宇品港（広島港）築港[出典 42]。
- 1891年（明治24年） - 山陽鉄道が9月に福山、11月に尾道まで延伸。
- 1894年（明治27年）
  - 6月 - 山陽鉄道が広島まで延び[53]、広島駅が開業[84]。8月、仮設軍用鉄道宇品線開通[65]。
  - 9月15日 - 日清戦争により広島大本営が設けられ[53]、明治天皇が広島へ移り、臨時帝国議会（第7回帝国議会）なども開かれ、戦時下の臨時首都となる[出典 43]。以降、1945年の太平洋戦争終結まで50年以上、旧日本陸軍の出兵拠点となり、さまざまな軍事施設が置かれ、日本全国から集まる兵士や物資を中国大陸・南太平洋戦線へ送り出す軍都となる[出典 44]。旧日本海軍の拠点が置かれた15キロ南の呉市と併せ、陸海軍とも出撃拠点となった[出典 45]。
  - 10月 - 旧広島市大手町に初の火力発電所（30キロワット）が開業。
- 1897年（明治30年） 9月 - 山陽鉄道が徳山市まで延伸。1901年（明治34年）5月に馬関（下関）まで開通。
- 1898年（明治31年） - 尾道市市制施行。
- 1899年（明治32年） - 県内初の水力発電所である黒瀬川の広発電所（750キロワット）が発電開始。
- 1902年（明治35年）
  - 10月1日 - 呉市市制施行[82]。
  - 広島高等師範学校創立。
- 1903年（明治36年）11月 - 呉海軍工廠設立[出典 46]。
- 1909年（明治42年） - 県内初の路面電車である呉市電（呉電気鉄道）が開業[82]。
- 1912年（明治45年） - 太田川水系において大規模水力発電が始まる（亀山発電所（2100キロワット））。
- 1912年（大正元年） - 広島市に路面電車開業（広島電気軌道）[53]。
- 1916年（大正5年）7月1日 - 福山市市制施行。
- 1920年（大正9年）1月30日 - 東洋コルク工業株式会社創業（現マツダ）[出典 47]

#### 昭和
- 1929年（昭和4年） - 広島文理科大学創立。隣接7か町村を合併し、人口は27万人を超え、全国で7番目の大都市となる[53]。
- 1931（昭和6年） - 天守閣が国宝指定[65]。
- 1936年（昭和11年）11月15日 - 三原市市制施行。
- 1938年（昭和13年） - サンフレッチェ広島のルーツとなる東洋工業蹴球部結成。
- 1941年（昭和16年） - 呉海軍工廠にて戦艦大和建造[出典 48]。
- 1945年（昭和20年）
  - 8月6日午前8時15分（午前8時14分30秒） - 広島市へアメリカにより原子爆弾投下（広島市への原子爆弾投下参照）。
  - 8月8日 - テニアン島より来襲したB-29・91機が福山市を空襲（福山大空襲）。福山城天守など、市街地の大半を焼失する。
  - 9月17日（鹿児島県上陸日） - 枕崎台風襲来。被害多数。
- 1949年（昭和24年） - 国立広島大学設置。
- 1950年（昭和25年）
  - プロ野球球団・広島カープ結成。
  - キジア台風襲来。被害多数。
- 1951年（昭和26年） - ルース台風襲来。被害多数。
- 1953年（昭和28年） - 因島市市制施行。
- 1954年（昭和29年） - 松永市、府中市、三次市、大竹市、庄原市市制施行。
- 1955年（昭和30年） - 広島平和記念資料館開館[54]。第1回原水爆禁止世界大会開催。
- 1950年代後半ごろより、社会福祉資産が充実。戦後復興の対象が生活や産業基盤などの基礎インフラの再建・整備から文化・体育関連へと移っていった。1958年（昭和33年）に広島復興大博覧会開催、1960年（昭和35年）に広島県立図書館開館、広島港1万トンバース完成、1961年（昭和36年）広島空港開港、音戸大橋開通、1962年（昭和37年）広島県立体育館が開館、国鉄の東京-広島間の電化、1965年（昭和40年）広島女子大学開学、1968年（昭和43年）広島県立美術館開館[54]。
- 1958年（昭和33年） - 竹原市市制施行。
- 1960年（昭和35年） - 池田勇人が内閣総理大臣に就任[54]。所得倍増計画を打ち出す[出典 49]。
- 1963年（昭和38年）1月24日 - 昭和38年1月豪雪により県下も豪雪。各小学校が休校している中、安佐町立小河内小学校（当時）の屋根が崩壊する。
- 1966年（昭和41年） - 福山市と松永市が合併。
- 1968年（昭和43年） - 広島カープが東洋工業（現マツダ）の支援を受け、広島東洋カープとなる。
- 1971年（昭和46年） - 昭和天皇が初めて原爆死没者慰霊碑に参拝。佐藤栄作が歴代首相として初めて平和祈念式典に参列。
- 1974年（昭和49年） - 東広島市市制施行。
- 1975年（昭和50年） - 山陽新幹線岡山 - 博多間が開業[84]。広島東洋カープがセ・リーグ初優勝[54]。
- 1980年（昭和55年） - 広島市が全国で10番目の政令指定都市となる[53]。
- 1988年（昭和63年） - 廿日市市市制施行。

#### 平成
- 1989年（平成元年） - 海と島の博覧会開催。
- 1992年（平成4年） - Jリーグ発足に伴い、マツダサッカークラブを母体としサンフレッチェ広島結成。
- 1994年（平成6年） - 広島アジア大会開催[53]。サンフレッチェ広島ステージ優勝。
- 1995年（平成7年）
  - 1月17日  - 阪神・淡路大震災が発生し、福山市や呉市では震度4を記録。大きな被害はなかったが、水道管が損傷する被害や山陽本線（福山駅‐糸崎駅間）や山陽新幹線（東海道新幹線の東京駅‐広島駅間）が運転見合わせになるなどの影響があった。
  - 8月  - 岡村大橋完成。愛媛県と部分的に接続(2008年の豊島大橋開通で安芸灘とびしま海道が全通)。人口が最大の2881748人に到達。
- 1996年（平成8年） - ひろしま国体開催[53]。12月5日、厳島神社と原爆ドームが世界遺産に登録される[出典 50]。
- 1998年（平成10年）4月1日 - 福山市、中核市に昇格。
- 1999年（平成11年）
  - 5月1日 - 多々羅大橋完成。愛媛県と接続(瀬戸内しまなみ海道が全通)。
  - 6月29日 - 6.29豪雨災害が起こる。
- 2000年（平成12年）11月1日 - 呉市、特例市に昇格。
- 2001年（平成13年）3月24日 - 芸予地震が起こる[54]。
- 2004年（平成16年） - 安芸高田市、江田島市市制施行。
- 2005年（平成17年） - 呉市海事歴史科学館（大和ミュージアム）開館[出典 51]
- 2006年（平成18年） - 尾道市と因島市が合併。3月の福山市と神辺町の合併で、2003年からおよそ3年に及んだ広島県内での平成の大合併は終わり、それまでの86の市町村から23市町に再編された。
- 2012年（平成24年） - サンフレッチェ広島が年間初優勝[54]。
- 2014年（平成26年）8月20日 - 平成26年8月豪雨による広島市の土砂災害が起こる。
- 2016年（平成28年）4月10日 - G7首脳会合伊勢志摩サミットの開催に合わせ、広島市でG7外相会合が行われ、11日には広島宣言が発表された[91]。
- 2018年（平成30年） - 宇宙航空研究開発機構（JAXA）が、地球観測衛星「 だいち2号」の観測結果を発表。豪雨以前の観測結果と比較して、広島県の土砂災害箇所など広域の被害状況を明らかにした[92]。

#### 令和
- 2020年（令和2年） - 広島大学が、衛星画像データなどを使って、土石流で崩壊した土砂の量を、短い時間で推計する方法を開発。これにより、広島県は、「復旧や災害に迅速な対応が可能になる」という[93]。

## 人口
隣接する岡山県同様、瀬戸内海沿岸の都市部（広島都市圏・福山都市圏）は人口増加もしくは微減にとどまる一方、県北部（山間部）や沿岸部でも小都市や離島の自治体は減少が激しい傾向がある。
終戦後の広島県は高度経済成長期には多くの人口が流入。宮城県や福岡県を凌ぎ、三大都市圏に次ぐ勢いの増加率を記録した。1960年に218万人の人口はわずか15年後の1975年には264万人まで大幅に増加した。1974年のオイルショックを迎えると産業の転換を余儀なくされ転出超過に陥ってしまい人口は頭打ちとなった。広島県の転出超過は今日に至るまで半世紀近い間継続しており、国内の人口増加率を下回る厳しい状況が続いている。総務省の人口移動報告によると、2020年から2024年までの4年連続で国内人口の県外への転出超過数（海外との人口移動は除く）が全国ワースト1位を記録した。

広島県市町村人口増減率分布図（2005年度と2010年度国勢調査から算出）
増加
2.5 - 4.99 %
0.0 - 2.49 %
減少
0.0 - 2.5 %
2.5 - 5.0 %
5.0 - 7.5 %
7.5 - 10.0 %
10.0 % 以上

| 増加 2.5 - 4.99 % 0.0 - 2.49 % | 減少 0.0 - 2.5 % 2.5 - 5.0 % 5.0 - 7.5 % 7.5 - 10.0 % 10.0 % 以上 |

| 広島県（に相当する地域）の人口の推移 \| 1970年（昭和45年） \| 2,436,135人 \| \| \| 1975年（昭和50年） \| 2,646,324人 \| \| \| 1980年（昭和55年） \| 2,739,161人 \| \| \| 1985年（昭和60年） \| 2,819,200人 \| \| \| 1990年（平成2年） \| 2,849,847人 \| \| \| 1995年（平成7年） \| 2,881,748人 \| \| \| 2000年（平成12年） \| 2,878,915人 \| \| \| 2005年（平成17年） \| 2,876,642人 \| \| \| 2010年（平成22年） \| 2,860,750人 \| \| \| 2015年（平成27年） \| 2,843,990人 \| \| \| 2020年（令和2年） \| 2,799,702人 \| \| |             |  |
| 総務省統計局 国勢調査より |             |  |
| 1970年（昭和45年） | 2,436,135人 |  |
| 1975年（昭和50年） | 2,646,324人 |  |
| 1980年（昭和55年） | 2,739,161人 |  |
| 1985年（昭和60年） | 2,819,200人 |  |
| 1990年（平成2年） | 2,849,847人 |  |
| 1995年（平成7年） | 2,881,748人 |  |
| 2000年（平成12年） | 2,878,915人 |  |
| 2005年（平成17年） | 2,876,642人 |  |
| 2010年（平成22年） | 2,860,750人 |  |
| 2015年（平成27年） | 2,843,990人 |  |
| 2020年（令和2年） | 2,799,702人 |  |

| 実施年 | 人口(人)  | 増減人口(人) | 人口増減率(%) | 国内増減率(%) | 増加率全国順位 |
| ------ | --------- | ------------ | ------------- | ------------- | -------------- |
| 1960年 | 2,184,043 | -            | -             | -             | -              |
| 1965年 | 2,281,146 | 97,103       | 4.45          | 5.20          | 12位           |
| 1970年 | 2,436,135 | 154,989      | 6.79          | 5.54          | 9位            |
| 1975年 | 2,646,324 | 210,189      | 8.63          | 7.92          | 10位           |
| 1980年 | 2,739,161 | 92,837       | 3.51          | 4.57          | 25位           |
| 1985年 | 2,819,200 | 80,039       | 2.92          | 3.40          | 19位           |
| 1990年 | 2,849,847 | 30,647       | 1.09          | 2.12          | 19位           |
| 1995年 | 2,881,748 | 31,901       | 1.12          | 1.58          | 21位           |
| 2000年 | 2,878,915 | 2,833        | 0.10          | 1.08          | 26位           |
| 2005年 | 2,876,642 | 2,273        | 0.08          | 0.66          | 17位           |
| 2010年 | 2,860,750 | 15,892       | 0.55          | 0.23          | 13位           |
| 2015年 | 2,843,990 | 16,760       | 0.59          | 0.75          | 10位           |
| 2020年 | 2,799,702 | 44,288       | 1.56          | 0.75          | 13位           |

| 実施年 | 広島県人口(人) | 宮城県人口(人) | 福岡県人口(人) | 広島県増加率 | 宮城県増加率 | 福岡県増加率 |
| ------ | -------------- | -------------- | -------------- | ------------ | ------------ | ------------ |
| 1960年 | 2,184,043      | 1,743,195      | 4,006,679      | -            | -            | -            |
| 1975年 | 2,646,324      | 1,955,267      | 4,292,963      | 21.2         | 12.2         | 7.1          |
| 1990年 | 2,849,847      | 2,248,558      | 4,811,050      | 7.7          | 15.0         | 12.1         |
| 2005年 | 2,876,642      | 2,360,218      | 5,049,908      | 0.9          | 5.0          | 5.0          |
| 2020年 | 2,799,702      | 2,301,996      | 5,135,214      | 2.7          | 2.5          | 1.7          |

## 政治

### 県政
- 知事：湯﨑英彦（ゆざき ひでひこ、3期目）

#### 財政

##### 平成19年度
- 財政力指数 0.59
  - Iグループ（財政力指数0.5以上、1.0未満）17自治体中9位

##### 平成18年度
- 財政力指数 0.54
  - Iグループ（財政力指数0.5以上、1.0未満）16自治体中10位
- 標準財政規模 5309億円
- 一般会計歳入 9814億円
- 一般会計歳出 9767億円
- 経常収支比率 91.5%（都道府県平均92.6%）
- 実質収支比率 0.5
- 実質公債費比率 15.6%（都道府県平均14.7）
- 人口一人当たり地方債現在高 64万2081円（普通会計分のみ。都道府県平均62万2416円）
- 人口100,000人当たり職員数 1,083.17人（都道府県平均1,173.11人）
  - 平成17年度から平成21年度までの5年間で概ね1割、2,800人程度の削減を目標に人員削減に取り組んでいる
- 人口一人当たり人件費・物件費等決算額 11万4872円（都道府県平均12万4759円）
  - 人件費抑制・内部管理経費の削減などにより、前年と比較して2,556円ほど削減している 今後も財政健全化の方向でいく
- ラスパイレス指数 100.2（都道府県平均99.6）
- 平均職員給与（普通会計分） 給料451万3691円 職員手当 84万9782円 期末・勤勉手当 192万2761円
  - 平均職員給与（年額） 728万6234円

地方債残高
- 1普通会計分の地方債現在高 1兆8411億円
- 2上記以外の特別会計分の地方債現在高 2854億円
  - その他に第3セクター等に対する債務保証等に係る債務残高がある（団体数40）

普通会計分と特別会計分の地方債合計 2兆1265億円

##### 平成17年度
- 財政力指数 0.48
  - IIグループ（財政力指数0.4以上、0.5未満）8自治体中3位

##### 平成16年度
- 財政力指数 0.46
  - IIグループ（財政力指数0.4以上、0.5未満）10自治体中7位

## 経済・産業
古代、瀬戸内海は、先進地域である大陸や九州と都を結ぶ唯一の交通路であり、長く西日本の経済にとって最も重要な交通路でもあった。広島はその中央部に位置することから、当然ながら交通の要衝として発展してきた。軍都としての歴史もこれに起因するものである。広島は江戸期にはたたら製鉄による日本有数の鉄の産出地であった。浅野藩時代に砂鉄を利用した針細工が普及し、京阪の商人によって全国に販路が拡大されたが、現在の広島市西区で広島針の生産が盛んになり、この針を使うゴム関連企業が軍需部品を中心に発展し、当地でモルテン・ミカサという世界的なスポーツ競技用ボールメーカーが生まれた。
近代には日本陸軍・海軍の主要拠点が置かれた広島県は、呉の海軍工廠を始め、多くの軍需施設が置かれた。ここで昔から盛んだった針ややすりの技術が、海軍工廠時代の製鋼、鍛造、溶接などに活かされ、広島の造船業を発展させた。またマツダに代表される自動車産業を支え、機械工業を生んだ。敗戦後もそれらに携わった技術者・職人らによって技術が継承されモノ作りが盛んである。戦後の日本にとって最も重要な課題は船舶の拡充であった。日本の船舶は太平洋戦争によって大部分、失われていた。輸出輸入(貿易)とも製品を運ぶのは船のため、戦後の広島は造船業にリードされて復興した。これが高度経済成長期に広島が急成長する環境を整えた。日本は資源の乏しい島国であったため、輸出産業を伸ばす必要があった。海外から出来るだけ安い原料を探して船で日本に持って来て、日本で加工製造し、また海外に輸出する加工貿易を船舶が支えた。また当時の重化学工業に於ける革新技術の多くは、臨海工場によって開花する性格を持っていた。さらにエネルギー需要の拡大に於いて、エネルギー源を石炭から石油への転換をすすめたことで、タンカー需要が急伸の一途をたどり、広島県内に大型ドックが続々建設され、広島の造船業は驚異的な成長を遂げた。
自動車産業・造船、そしてのちに加わった鉄鋼業を中心に、瀬戸内工業地域の中核として発展。1975年（昭和50年）には、製造業が75％近くを占め、高度経済成長の恩恵を一手に受けたかに思われたが、それに対する大きな代償も払った。これは日本各地の状況と共通するものであるが、花形産業に大きく偏りを見せた発展であったため、農業・漁業を中心とする第一次産業は衰退し、山間部と都市部の地域格差が広がり、都市への人口流出が続いた。また今日、厳島や尾道、鞆の浦など、瀬戸内の多島美は評価も高いが、公害や海砂利採取等でそれ以外の海岸線に多く見られた美しい白砂青松の自然景観は失われている。
1973年（昭和48年）のオイルショック以降、日本が低成長時代に移ると、高度経済成長を謳歌した広島経済も低迷を始めた。軽薄短小の時代に変わるとともに生産は伸び悩んだ。この場合の例としては、日本鋼管福山工場や造船所の不振、好調な売り上げを見せていたマツダのロータリーエンジン搭載車が燃費の悪さが叩かれ、内外市場で不振に陥ったことが挙げられる。広島経済同友会が1982年（昭和57年）にまとめた産業ビジョン「過去の遺産に容易に依存し、われわれは"新しい遺産"の創造に意欲を欠いていなかったか…」ほど、当時の広島産業界の現状を鋭く指摘した提言はない。
また重厚長産業に偏重した反省から、半導体製造のエルピーダメモリや日東電工などIT・デジタル関連機器メーカーを積極的に誘致し対応を図っている。
県東部の備後地方は常石造船に代表される造船業、昭和30年代に立地したJFEスチール西日本製鉄所福山地区を中心とした鉄鋼業、シャープ福山工場などのIC・半導体産業、古くからの地場産業である繊維産業が集積している。
令和3年（2021年）経済センサス（総務省統計局）によれば、製造品出荷額等は8兆8,699億円で全国11位。付加価値額は2兆6,309億円で全国13位。製造品出荷額等は前年より8,717億円減少したものの中国・四国・九州地方で3年連続2位（全国10位の福岡県が3年連続1位）。付加価値額は前年より808億円減少したものの中国・四国・九州地方では10年連続1位。従業者4人以上の製造事業所数は4,812で全国13位、従業者数(人)は実数207,756人で全国11位。
工業
- 自動車 - マツダ
- 造船 - IHIなど
- 重工業 - 三菱重工業、コベルコ建機
- 鉄鋼 - JFEスチール、日本製鉄
- 半導体 - エルピーダメモリ
- デジタル関連 - 日東電工など
- ワーキングウェア - 福山市（新市・駅家地区）

農業
- ミカン、ハッサク、レモン、ブドウ、米、イチジクなど
- 畳表 - 福山市（松永・沼隈地区）
- くわい（福山のくわい）

水産業
- カキの養殖（広島かき）[108]
- 煮干し[5]

伝統的工芸品
- 筆（熊野筆・川尻筆）[出典 71]
- 琴（福山琴）[出典 72]
- 仏壇（広島仏壇）[出典 73]
- 銅蟲[出典 74]
- 宮島焼[出典 75]
- 宮島細工[出典 76]
- 一国斎高盛絵[出典 77]
- 三次人形[出典 78]
- 戸河内刳物[出典 79]
- 山まゆ織り[80]
- 備後表[出典 80]
- 備後絣 - 福山市（新市・駅家地区）[出典 81]
- 下駄（松永下駄） - 福山市[出典 82]

### 県内に本社を置く主要企業
輸送用機器
- マツダ（安芸郡府中町）
- 常石造船／ツネイシホールディングス（福山市）

食品
- アヲハタ（竹原市）[16]
- あじかん（広島市）
- オタフクソース（広島市）[57]
- カネソ22（福山市）
- タカキベーカリー（広島市）
  - アンデルセン（広島市）
- 田中食品（広島市）
- チチヤス（廿日市市）
- 椿き家（三原市）
- 寺岡有機醸造（福山市）
- 虎屋本舗（福山市）
- にしき堂（広島市）
- 万田発酵（尾道市）
- 三島食品（広島市）
- 村上農園（広島市）

衣服
- カイハラ（福山市）[101]
- サンエス（福山市）
- ジーベック（福山市）
- 自重堂（福山市）
- マツオカコーポレーション（福山市）
- ヤスハラケミカル（福山市）

建材
- ウッドワン（廿日市市）[111]
- 中国木材（呉市）
- ザイエンス（広島市）

その他製造業
- アオイ化学工業（広島市）
- アスカネット（広島市）
- アドテック プラズマ テクノロジー（福山市）
- エフピコ（福山市）
- オー・エイチ・ティー（福山市）
- 北川鉄工所（府中市）[16]
- 京セラインダストリアルツールズ（府中市）
- コベルコ建機（広島市）
- ダイキョーニシカワ（安芸郡坂町）
- ダイクレ（呉市）
- 太洋電機産業（福山市）
- テラル（福山市）
- 戸田工業（大竹市）[100]
- 西川ゴム工業（広島市）[100]
- ホーコス（福山市）
- マナック（福山市）
- 丸善製薬（尾道市）
- ミカサ（広島市）[出典 83]
- 三村松（広島市）
- モルテン（広島市）[37]
- リョービ（府中市）[101]
- マルニ（広島市）[101]
- ドリームベッド（広島市）[101]
- オービス（福山市）

卸・小売業
- 青山商事（福山市）[101]
- アシード（福山市）
- イズミ（広島市）[101]
- エディオン（登記上本店を広島市（エディオン広島本店本館）に置いている。本社所在地は大阪市。旧・第一産業→ダイイチ→デオデオ）
- エブリイ（福山市）
- 大創産業（東広島市）
- ツルハグループドラッグ&ファーマシー西日本（広島市）
- 福屋（広島市）[101]
- フタバ図書（広島市）
- ププレひまわり（福山市）
- フレスタ（広島市）
- ポプラ（広島市）
- メガネ21（広島市）
- メガネの田中チェーン（広島市）[101]

運輸・運送業
- アイ引越センター（広島市）
- 瀬戸内海汽船（広島市）
- 広島電鉄（広島市）
- 福山通運（福山市）[16]
- 双葉運輸（広島市）

金融
- ウツミ屋証券
- ひろぎん証券
- 広島銀行
- もみじ銀行

その他
- アーバンコーポレイション（広島市）
- 合人社グループ（広島市）
- コトブキソリューション（呉市）
- 章栄不動産（広島市）
- 中国電力（広島市）
- 中国塗料（大竹市）[112]
- トータテグループ(広島市）
- フマキラー（登記上本店を廿日市市に置く）
- マリモ（広島市）
- ロイヤルコーポレーション（広島市）
- ワウハウス（福山市）

### 広島県発祥の主要企業
他府県に拠点を移した企業。
建築業
- 増岡組[16]
- 五洋建設[111]
- フジタ[111]

金融業
- オリエントコーポレーション[出典 84]
- ライフ (信販)[出典 85]
- 東洋証券

製造業
- セーラー万年筆[111]
- ディスコ (切断装置製造)[111]
- クマヒラ[出典 86]
- クレトイシ

小売業
- ナルミヤ・インターナショナル
- ユニクロ（本社は山口県だが、ユニクロ1号店は広島市）

その他
- カルビー[57]

### 現在消滅した広島県の主要企業
- コンパイル (企業)
- 天野実業

## 生活・交通

### 警察
広島県警察本部の管轄にあり、以下の26警察署が置かれている。
- 広島中央警察署（広島市中区）:広島市中区
- 広島東警察署（広島市東区）:広島市東区・府中町
- 広島西警察署（広島市西区）:広島市西区
- 広島南警察署（広島市南区）:広島市南区
- 佐伯警察署（広島市佐伯区）:広島市佐伯区
- 安佐南警察署（広島市安佐南区）:広島市安佐南区
- 安佐北警察署（広島市安佐北区）:広島市安佐北区
- 海田警察署（海田町）:広島市安芸区・海田町・熊野町・坂町
- 廿日市警察署（廿日市市）:廿日市市
- 大竹警察署（大竹市）:大竹市
- 山県警察署（安芸太田町）:安芸太田町・北広島町
- 江田島警察署（江田島市）:江田島市
- 呉警察署（呉市）:呉市（西部・音戸・倉橋地区）
- 広警察署（呉市）:呉市（東部・下蒲刈・蒲刈・川尻・安浦・豊浜・豊地区）
- 東広島警察署（東広島市）:東広島市
- 竹原警察署（竹原市）:竹原市・大崎上島町
- 三次警察署（三次市）:三次市
- 安芸高田警察署（安芸高田市）:安芸高田市
- 庄原警察署（庄原市）:庄原市
- 三原警察署（三原市）:三原市
- 尾道警察署（尾道市）:尾道市（浦崎町を除く）
- 福山東警察署（福山市）:福山市（中心部・東部）
- 福山西警察署（福山市）:福山市（西部）・尾道市（浦崎町）
- 福山北警察署（福山市）:福山市（北部）・神石高原町
- 府中警察署（府中市）:府中市
- 世羅警察署（世羅町）:世羅町

### 交通

#### 空港
- 広島空港
- 広島西飛行場（2012年11月15日廃港）→広島ヘリポート

#### 鉄道路線
人口規模の割には私鉄路線がほとんどなく、私鉄路線は路面電車、新交通システムや第三セクター鉄道のみで、1967年に井笠鉄道が廃線から1999年に井原鉄道が開通まで普通鉄道の私鉄路線が一切存在しなかった。
- 西日本旅客鉄道
  - 山陽新幹線（福山 - 広島）
  - 山陽本線（大門 - 大竹）
  - 呉線 （海田市 - 三原）
  - 可部線 （横川 - あき亀山）
  - 芸備線（東城 - 広島）
  - 福塩線 （塩町 - 福山）
  - 木次線（油木 - 備後落合）
    - 広島シティネットワーク（山陽本線白市 - 岩国・呉線海田市 - 広・可部線全線・芸備線広島 - 狩留家）

※2009年（平成21年）3月14日のダイヤ改正で寝台特急「はやぶさ」「富士」が廃止され、以降は通常ダイヤにおいて広島県内の在来線では特急・急行の旅客列車は1本も走っていない（2024年3月現在、JRの路線がある46都道府県では岩手県・栃木県も該当する）。
- 広島電鉄
  - 本線
  - 宇品線
  - 江波線
  - 白島線
  - 皆実線
  - 横川線
  - 宮島線
- 井原鉄道
  - 井原線（御領 - 神辺）
- 広島高速交通
  - 広島新交通1号線（アストラムライン）

#### 廃止された鉄道路線
- 日本国有鉄道
  - 宇品線（広島 - 宇品）
  - 福塩線（両備福山 - 横尾；旧線)（河佐 - 備後三川；旧線)
- 西日本旅客鉄道
  - 三江線（三次 - 香淀、伊賀和志）
  - 可部線（可部 - 三段峡間[注釈 11]）
- 井笠鉄道
  - 神辺線（神辺 - 両備金光）
- 尾道鉄道
  - 本線（尾道 - 市）
- 鞆鉄道
  - 鞆鉄道線（福山 - 鞆）
- 呉市電
  - 本線（長浜 - 川原石）
  - 駅前支線（本通九丁目 - 鹿田）
- スカイレールサービス
  - 広島短距離交通瀬野線（スカイレールみどり坂線）

#### 道路
国道
- 中国地方の道路一覧

県道
- 広島県の県道一覧

高速道路
- 山陽自動車道
- 中国自動車道（中国縦貫自動車道）
- 西瀬戸自動車道（しまなみ海道）
- 中国横断自動車道広島浜田線
  - 広島自動車道
  - 浜田自動車道
- 中国横断自動車道尾道松江線
  - 尾道自動車道
  - 松江自動車道
- 広島高速道路
- 広島呉道路
- 東広島呉自動車道

### 医療・福祉
災害拠点病院
- 広島県災害拠点病院

保育所
- 広島県保育所一覧

### 教育
近年はあまり言われなくなったが、広島の県民性を論じる際に、かつては移民県とともに教育県をよく引き合いに出された。1983年の高校進学率は97.1％で全国3位、大学進学率は40.3％で全国1位だった。2024年の大学進学率は64.6％と全国6位。
専修学校
- 広島県専修学校一覧

特別支援学校
- 広島県特別支援学校一覧

高等学校
- 広島県高等学校一覧

中学校
- 広島県中学校一覧

小学校
- 広島県小学校一覧

幼稚園
- 広島県幼稚園一覧

### マスメディア

#### 新聞
地方紙
- 中国新聞 - 朝刊および夕刊を発行（広島市の広島本社と福山市の備後本社で、それぞれ別版を発行している）
- 山陽新聞 - 備後版を発行
  - 太平洋戦争開戦直前まで芸備日日新聞があり、明治時代から大正時代初めまでは広島県内で最大の部数だった。

全国紙
- 一般紙は全て大阪本社の管轄となっている。
- 最近では県内で印刷されているものもある。
  - 読売新聞
  - 朝日新聞
  - 毎日新聞
  - 日本経済新聞
  - 産経新聞
- スポーツ紙は九州スポーツを除いて全てが大阪本社の管轄である。
- 以下のうち、スポニチ、デイリー、ニッカンの3紙の県内発売分は、一面がカープ関連となることが多い。
  - 大阪スポーツ（備後地区ほか）
  - 九州スポーツ（広島市などの県西部）
  - サンケイスポーツ
  - スポーツニッポン
  - スポーツ報知
  - デイリースポーツ
  - 日刊スポーツ

#### 放送
テレビ局・ラジオ局兼営
- NHK広島放送局
- 中国放送（RCC：テレビ放送 TBS系／ラジオ放送 JRN・NRN加盟）

テレビ局
- 広島テレビ放送（HTV：日本テレビ系）
- 広島ホームテレビ（HOME：テレビ朝日系）
- テレビ新広島（TSS：フジテレビ系）

ラジオ局
- 広島エフエム放送（HFM：JFN加盟）

県域放送局舎外観
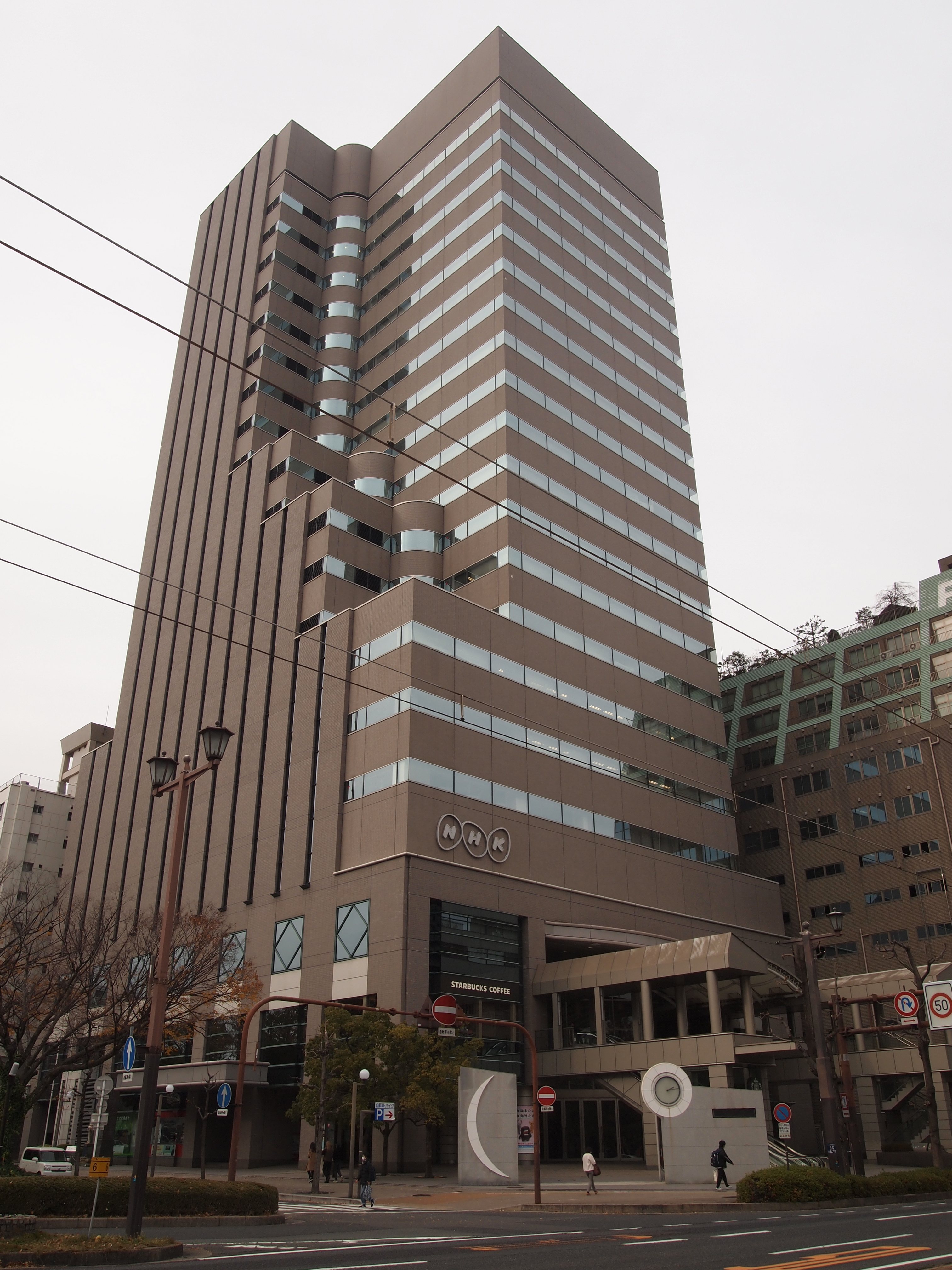
NHK広島放送局 （広島市中区）
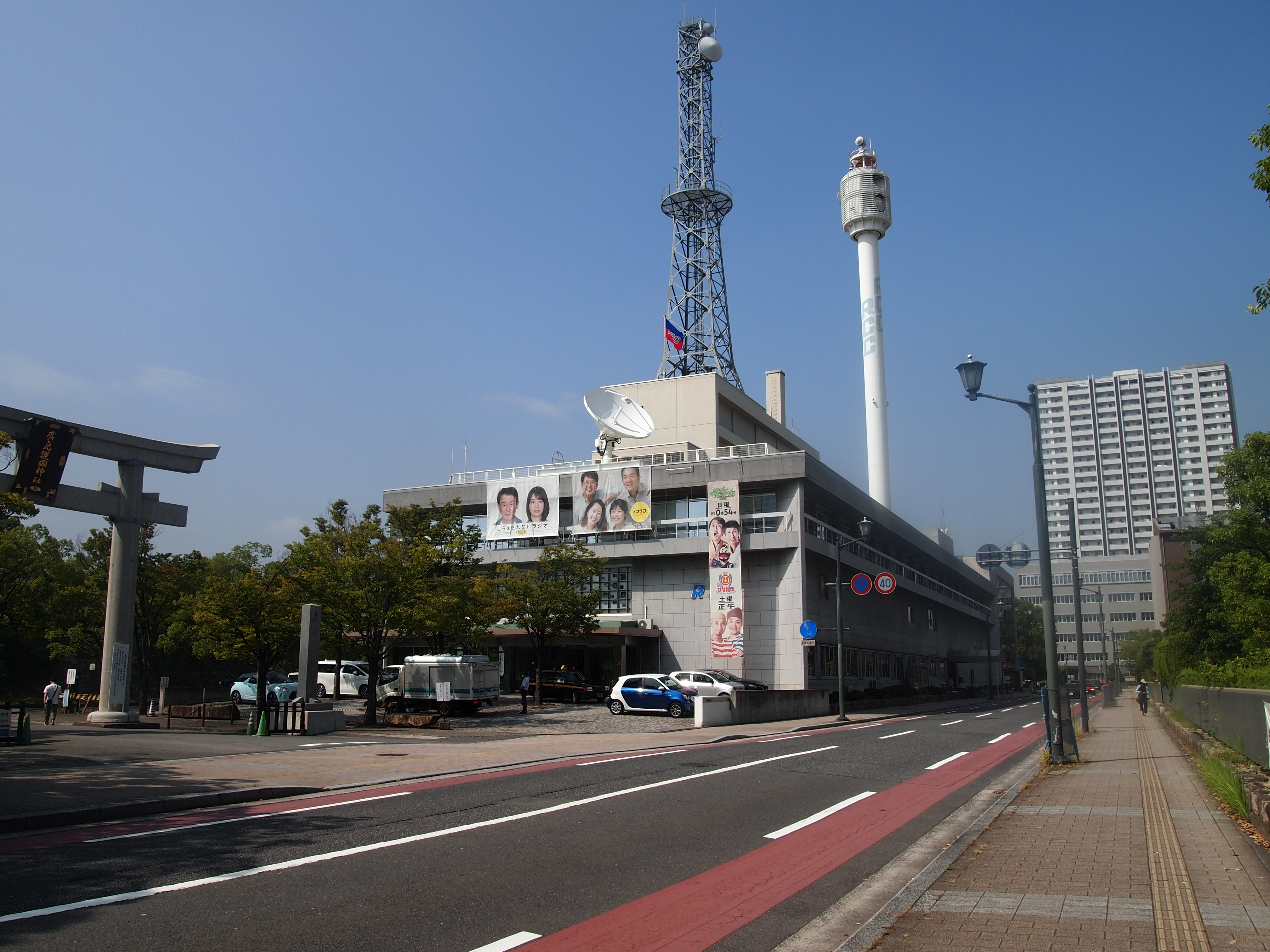
中国放送 (RCC) （広島市中区）
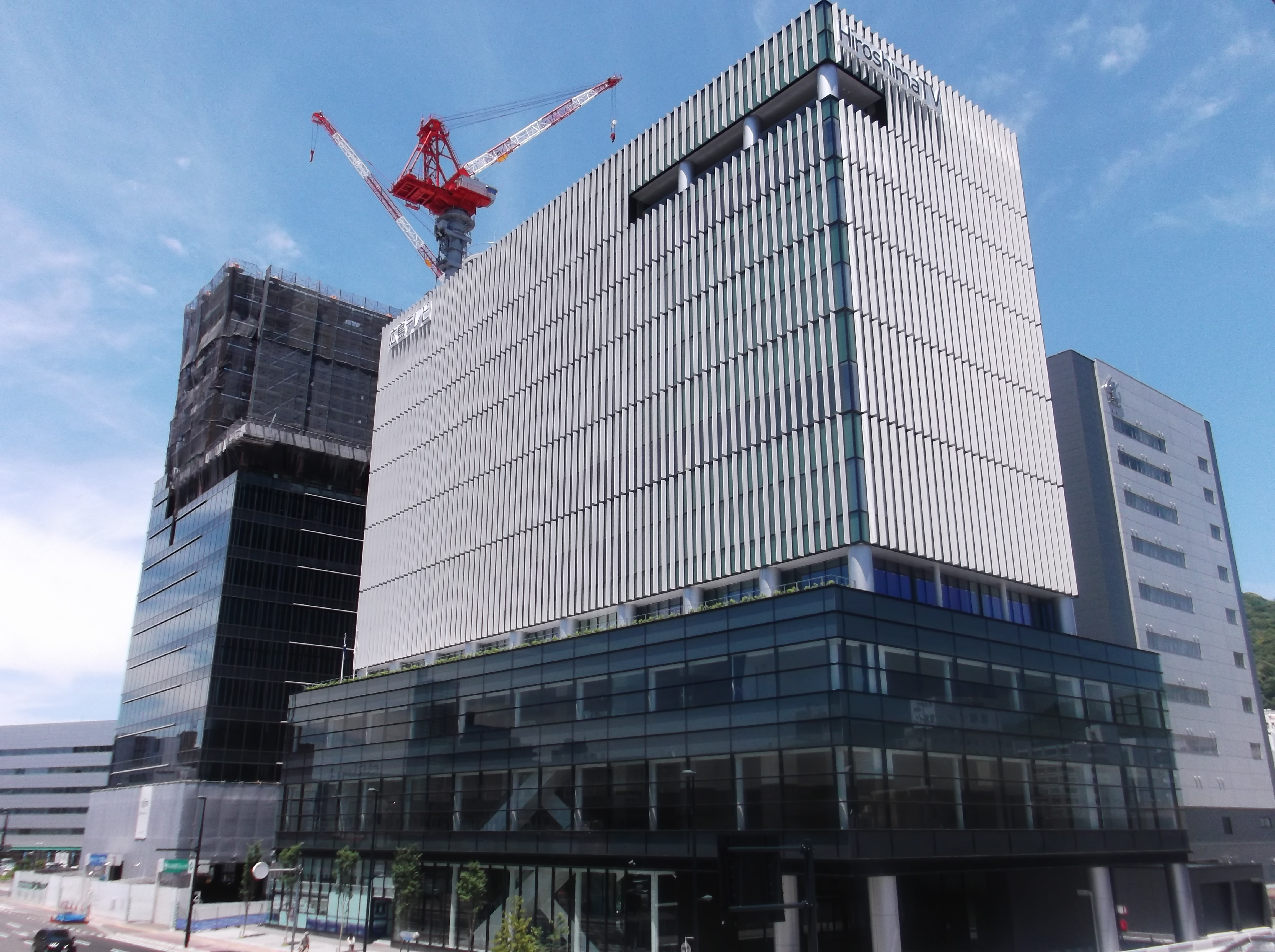
広島テレビ放送 (HTV) （広島市東区）
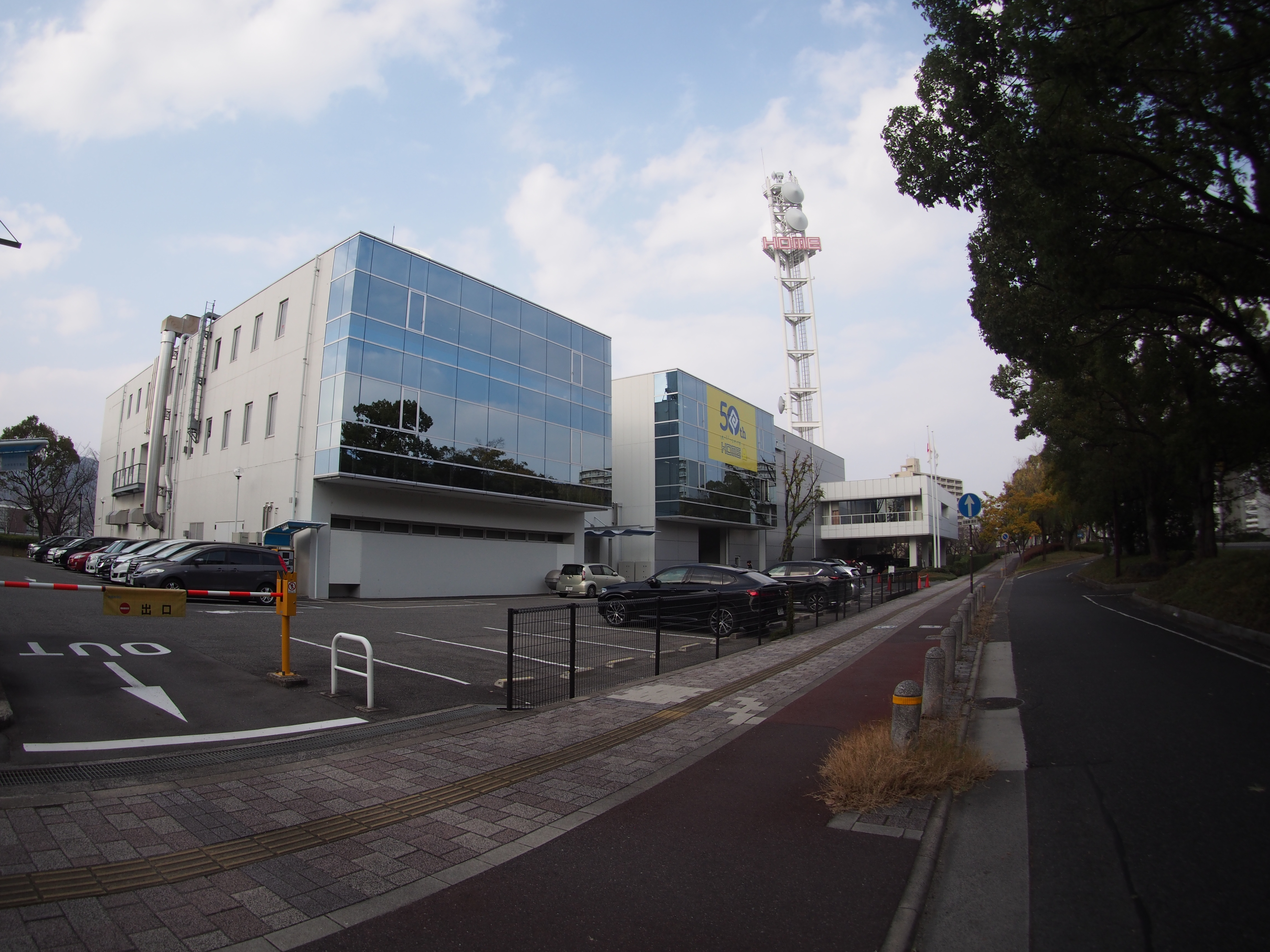
広島ホームテレビ (HOME) （広島市中区）
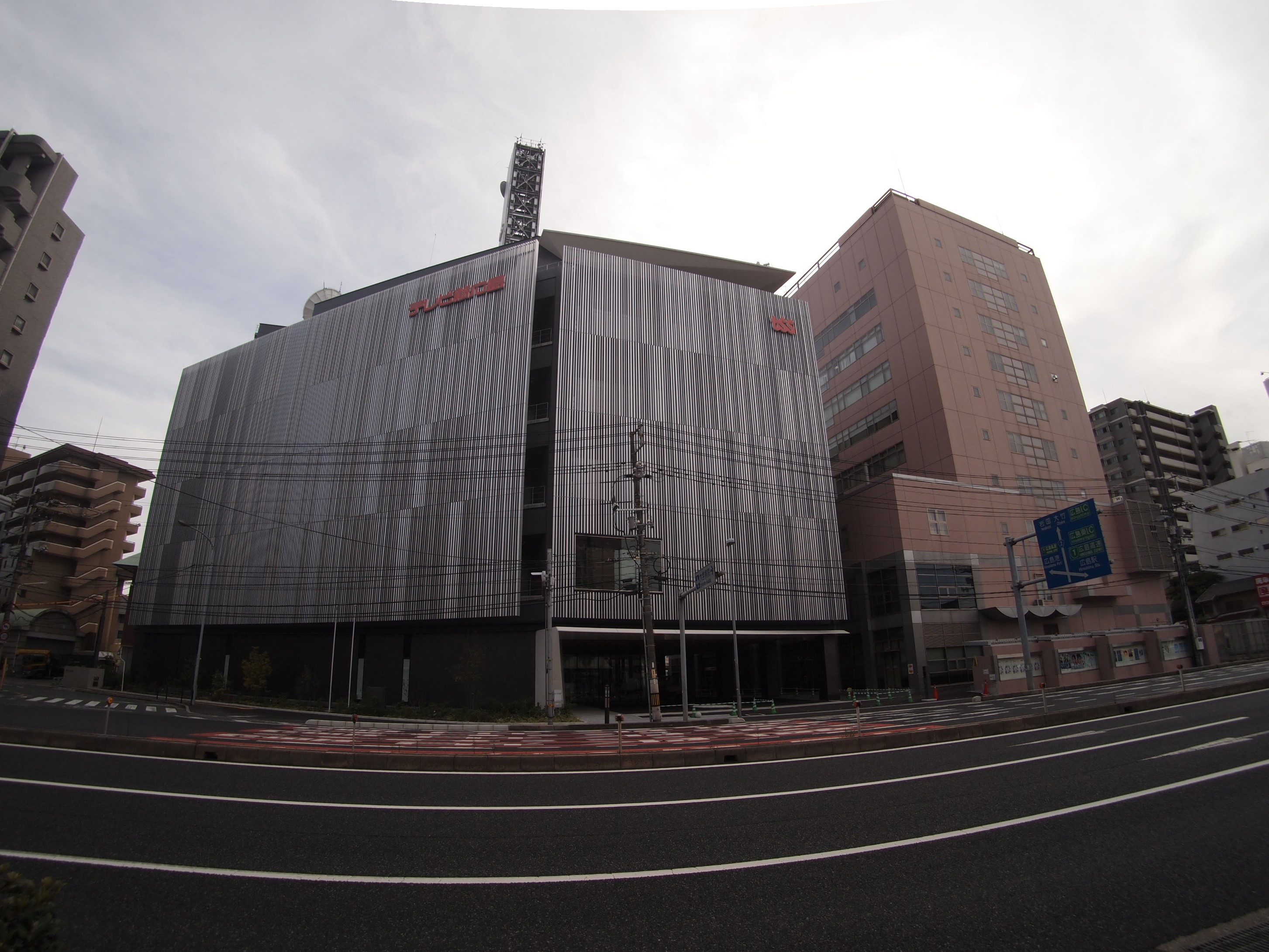
テレビ新広島 (TSS) （広島市南区）
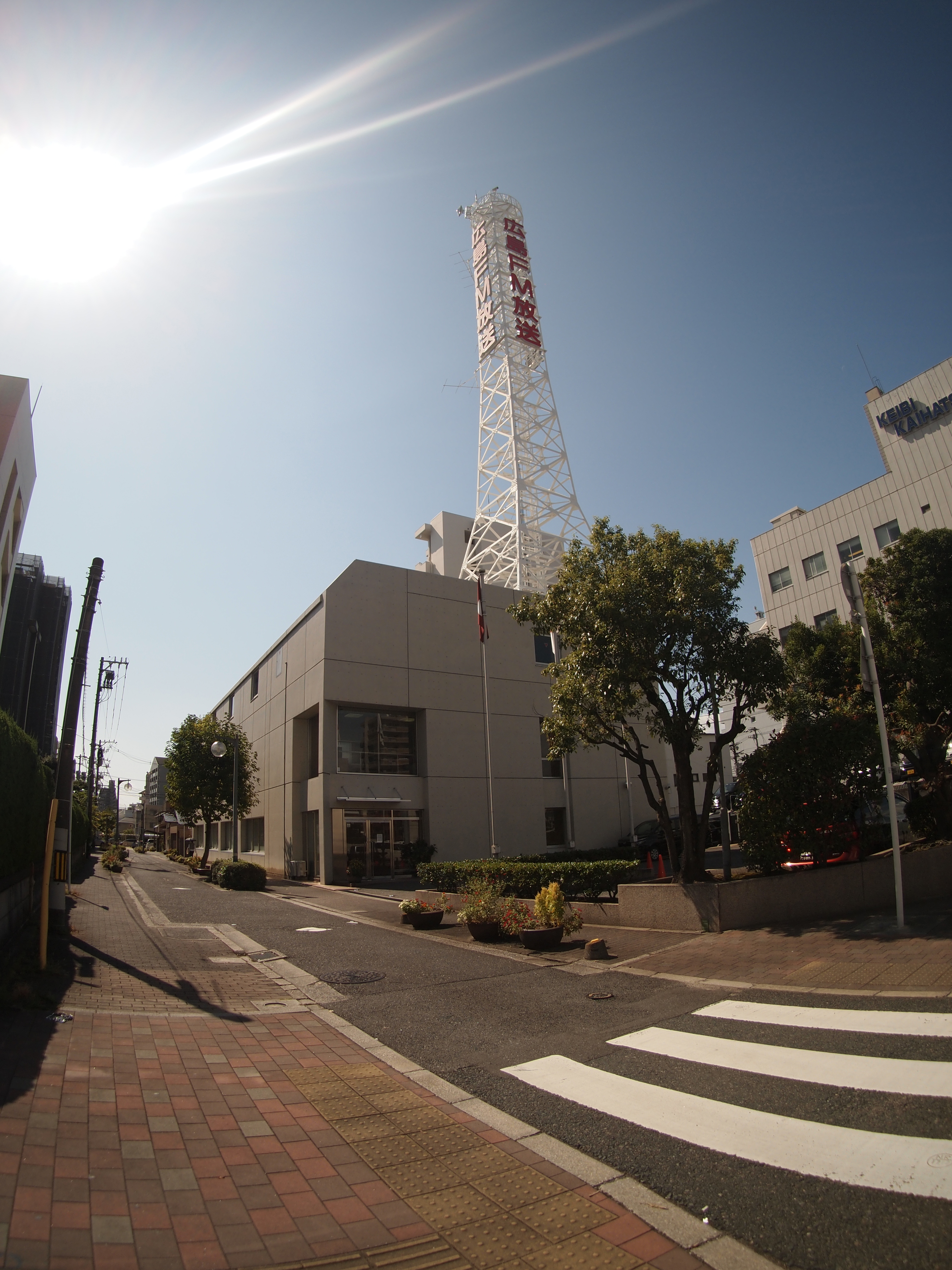
広島エフエム放送(HFM) （広島市南区）

コミュニティFM放送局
- エフエムふくやま（福山市:J-WAVE・ミュージックバード配信・インターネット放送実施局）
- 尾道エフエム放送（尾道市:ミュージックバード配信・インターネット放送実施局）
- FMちゅーピー（広島市:J-WAVE配信・インターネット放送実施局）
- FMハムスター（広島市安佐南区）
- エフエムはつかいち（廿日市市）
- FM東広島（東広島市）
- FMみはら（三原市:ミュージックバード配信実施局）

備考
- 山がちな広島県の地形を反映して、テレビ、ラジオとも多数の中継局を擁している。広島エフエム放送の中継局数は13局と日本にある都道府県域民間エフエム放送局53社中最多である。このため、5局目民放TV局や2局目民放FM局の新設は電波環境の上で困難をきたしている。
- 民放AMラジオ局は中国放送のみであるが、福山市周辺では近隣の毎日放送、朝日放送ラジオ、ラジオ大阪、山陽放送や、その中でも瀬戸内海沿岸では西日本放送も、また広島市や大竹市周辺では山口放送や、その中でも瀬戸内海沿岸では四国放送、南海放送、大分放送、RKB毎日放送、九州朝日放送も、島根鳥取越境周辺では山陰放送が、それぞれ聴取可能である。夜間になると東京・名古屋などの放送局（ニッポン放送やTBSラジオ、東海ラジオ、NHK東京第一・同第二など）も聴取できる。ただし、CBCラジオと文化放送についてはそれぞれ朝鮮中央放送（海州局）、KBS第3との混信がありほぼ聴取は不可能である。
- 地上デジタルテレビジョン放送は2006年（平成18年）10月に広島市域沿岸部で放送開始（親局の電波塔は広島市安芸区矢野町絵下山にある広島デジタルテレビジョン放送局（5局共同））。放送開始当初のカバー率は46%と低かったが、その後翌年4月に福山で放送開始し、2007年度中には県内の主要市町村ので放送が開始されている。2009年（平成21年）12月の時点でカバー率は95%となっている。
- 県西部のごく一部でTXN系列局のTVQ九州放送が直接受信が可能である。
- 民放FM局は県域局の広島エフエム放送の他、福山市周辺をカバーする中国地方で初めてのコミュニティ放送局として開局したエフエムふくやまの他、広島市、尾道市、廿日市市、東広島市、三原市にコミュニティFM局がある（2018年（平成30年）5月現在）。また、地域によっては大阪・兵庫・岡山・山口・香川・愛媛・大分各地区のFM放送が受信できる。
- 地上デジタル放送のリモコンキーIDはリモコンキーIDの記事を参照。TBS系の中国放送が3であることとTXN系ならびに独立局がない以外は関東広域圏と同じ（広島テレビ（日本テレビ系）は4、広島ホームテレビ（テレビ朝日系）は5、テレビ新広島（フジテレビ系）が8）。

ケーブルテレビ局

## 文化・スポーツ

### 方言
広島県内の方言は中国方言に分類されるが、県の東西で違いがある。
- 広島弁 - 広島県全体の方言を指すこともあるが、一般には広島市を中心とした旧安芸国にあたる県西部の方言（安芸弁）を指す。山口弁や石見弁と同じカテゴリー（西中国方言）に分類される。
- 備後弁 - 福山市や尾道市を中心とした旧備後国にあたる県東部の方言。福山弁など。岡山弁と同じカテゴリー（東山陽方言）に分類される。

### 伝統工芸
経済産業大臣指定伝統的工芸品
- 宮島細工（木工品、1982年）[15]
- 広島仏壇（仏壇・仏具、1978年）[15]
- 熊野筆（文具、1975年）[出典 87]
- 川尻筆（文具、2004年）[出典 88]
- 福山琴（その他工芸品、1985年）[出典 89]

伝統工芸品

### 食文化
特産・お土産
- もみじ饅頭[出典 90]
- 揚げもみじ[出典 91]
- カキ[出典 92]
- 広島菜[出典 93]
- 西条酒[出典 94]
- 広島レモン[出典 95]
- レモンケーキ[出典 96]
- はっさくゼリー[出典 97]
- はっさく大福[出典 98]
- がんす[出典 99]
- イカ天[出典 100]
- 川通り餅[出典 101]
- 八天堂のくりーむパン[出典 102]
- 乳団子[出典 103]
- ゆかり[出典 104]
- 旅行の友[出典 105]
- 三次ピオーネ
- 呉のメロンパン[157]
- フライケーキ[149][158]
- 巴屋のアイスもなか
- 西条柿
- 柿ようかん[15]
- 祇園坊[出典 106]
- 尾道プリン[出典 107]
- 桐葉菓[出典 108]
- レモスコ[出典 109]
- 海人の藻塩[出典 110]
- 長崎堂のバターケーキ[出典 111]
- やっさまんじゅう
- からす麦の焼きたてクッキー[出典 112]
- 観音ネギ[150]
- ぷよまん
- かき醤油味付のり[出典 113]
- 府中味噌[出典 114]
- 保命酒[15]
- 洋酒ケーキ[出典 115]
- ビッグカツ[166]

郷土料理・ご当地グルメ
- お好み焼き[出典 116]
- 府中焼き[出典 117]
- 三原焼き[出典 118]
- 尾道ラーメン[出典 119]
- 牡蠣の土手鍋[出典 120]
- かき雑煮[出典 121]
- かき飯[出典 122]
- 広島つけ麺[出典 123]
- あなご飯[出典 124]
- あなごの刺身[出典 125]
- 汁なし担々麺[出典 126]
- 広島ラーメン[出典 127]
- 小いわし料理[出典 128]
- 呉海自カレー[出典 129]
- 肉じゃが[出典 130]
- 呉冷麺[出典 131]
- ホルモン天ぷら[出典 132]
- （白肉の天ぷら）[193]
- 美酒鍋[出典 133]
- 水軍鍋
- レモン鍋[出典 134]
- 鯖寿司
- せんじがら（せんじ肉）[出典 135]
- コウネ[出典 136]
- ウニホーレン[出典 137]
- ウニクレソン[出典 138]
- 比婆牛[11]
- 神石牛[11]
- ワニ料理[出典 139]
- でんがく汁[出典 140]
- うずみ[127]
- 八寸（おはっすん）[127]
- わけぎのぬた[127]
- もぶり[127]
- 江波巻き[127]
- 鯛めし[127]
- 鯛めん／鯛そうめん[127]
- 煮ごめ[出典 141]
- イギス豆腐[出典 142]
- くわいの甘煮[127]
- きなこむすび[127]
- ねぶとの唐揚げ[127]
- 角寿司[127]
- たこめし[出典 143]
- あずま（あずまずし）[出典 144]
- えび粉／巻き寿司[127]
- 魚飯[127]
- 大平[127]
- 煮菜[127]
- いが餅[127]
- やおぎも[198]
- でべら[出典 145]
- ギザミ[出典 146]
- ブロイラー[205]
- 花ソーセージ[出典 147]
- むすびのむさし[出典 148]
- ちからのうどん[出典 149]
- カープうどん[出典 150]
- 鮎のうるか[5]
- カレー汁[211]
- 漬物焼きそば[212]
- 鳥皮みそ煮[213]

### 音楽楽団
- 広島交響楽団[214]

### スポーツ
広島東洋カープが設立時に親会社を持たずに、市民球団として球団を作り上げたという「出世の秘密」は普通ではないトピックである。広島は古くからスポーツが盛んな土地柄。1924年パリオリンピックで、日本唯一のメダルを獲得したのはレスリングの内藤克俊（銅メダル）。1928年アムステルダムオリンピック三段跳で金メダルを獲得した織田幹雄と合わせ、日本の金メダルと銅メダルの"第1号"は広島出身者となる。「全国屈指のスポーツ王国」とも称えられ、野球・サッカー・バレーボール・陸上競技などの先進地であった。またそれらの競技の礎を築いた人材を多数輩出してきた。これは幾つかの理由が論じられており、温暖な気候風土に恵まれ、スポーツに適した自然的条件、進取の気性を持ち、何事にも熱し易いという広島人気質、京阪神からも離れた、独立した中核都市としてのプライドがパワーになったという説、これも軍都であったことが遠因としてあるという見方もある。戦後の広島スポーツ発展に関していえば、「育成型クラブ」としてサンフレッチェ広島の礎を築いた今西和男は「被爆から立ち上がろうと頑張った県民の郷土愛が、今のスポーツ応援につながっているのだと思う」と述べている。
- プロ野球・広島東洋カープ（MAZDA Zoom-Zoom スタジアム広島）
- Jリーグ・サンフレッチェ広島（広島ビッグアーチ・広島スタジアム・エディオンピースウイング広島[30]）
- WEリーグ・サンフレッチェ広島レジーナ
- なでしこリーグ・アンジュヴィオレ広島
- Bリーグ・広島ドラゴンフライズ（広島サンプラザホール）
- SVリーグ・広島サンダーズ（男子）
- Vリーグ・広島オイラーズ（女子）
- ハンドボール・安芸高田ワクナガハンドボールクラブ、イズミメイプルレッズ
- ラグビー・マツダブルーズーマーズ
- フットサル・広島F・DO
- 自転車競技・ヴィクトワール広島
- 陸上競技・中国電力陸上競技部、マツダ陸上競技部、エディオン女子陸上競技部
- プロボクシング・広島三栄ボクシングジム
- 競艇・宮島競艇
- 競輪・広島競輪
- 競馬・福山競馬（地方競馬、2013年に廃止）

2020年夏季オリンピック誘致関係
- 広島・長崎オリンピック構想
- ヒロシマ・オリンピック構想

当初は広島市・長崎市共催での五輪開催を提案するも国際オリンピック委員会が共催不可とする判断から長崎市が招致断念。その後広島市単独で招致を目指したが、ヒロシマ五輪反対派が広島市長に当選したことや東日本大震災後の世相から広島市も招致を断念した。

## 観光
広島県は2012年（平成24年）、当地出身の有吉弘行や広島にゆかりのある著名人を起用して、「おしい！広島県」のキャッチコピーで自虐的キャンペーンを張り、観光資源が多くありながら、全国的にはその魅力が十分に知られていないことを逆手に取った絶妙、かつ思い切った広報戦略が話題を呼び、認知度アップに成功した。広島レモンはこのキャンペーンをきっかけに知名度を上げたといわれる。以降も「泣ける！広島県」「おいしい！広島」などの観光プロモーションを張っている。コロナ禍後の訪日客の増加を見越して広島市ではホテルの新設計画が相次ぐが、リピーターの宿泊増には超強力な二つの世界遺産に次ぐ「3カ所目の目的地」を生み出すことが求められるという指摘もある。広島県は2025年4月、広島県観光連盟、三井不動産、事業構想大学院大学と合同で「世界トップ10・日本トップ3の観光県を目指す！事業構想プロジェクト研究」を発足した。
県の施設に関しては文頭に「★」を入れている。

### 文化財建造物
世界遺産
- 厳島神社 （廿日市市宮島町）[出典 162]
- 原爆ドーム（広島市）

日本の20世紀遺産
- 西条の酒造施設群（東広島市）
- 広島平和記念資料館及び平和記念公園（広島市）[出典 163]

日本遺産
- 尾道水道が紡いだ中世からの箱庭的都市（尾道市）[27]
- 鎮守府 横須賀・呉・佐世保・舞鶴 〜日本近代化の躍動を体感できるまち〜（呉市）
- "日本最大の海賊"の本拠地：芸予諸島 －よみがえる村上海賊"Murakami KAIZOKU"の記憶－（尾道市）

国宝
- 厳島神社 - 本社本殿・幣殿・拝殿、本社祓殿、摂社客神社本殿・幣殿・拝殿、摂社客神社祓殿、廻廊（東廻廊）、廻廊（西廻廊）
- 向上寺（尾道市瀬戸田町） - 三重塔
- 浄土寺（尾道市） - 多宝塔、本堂
- 不動院（広島市） - 金堂
- 明王院（福山市） - 五重塔、本堂

重要伝統的建造物群保存地区
- 御手洗 （呉市）
- 竹原 （竹原市）
- 鞆の浦（福山市）[出典 164]

### 史跡・旧跡
- 不動院（広島市）（金堂は国宝）
- 広島城
- 銀山城跡（広島市安佐南区）（県史跡）
- 海上自衛隊第1術科学校・幹部候補生学校 （江田島・旧海軍兵学校教育参考館）[27]
- 江波山気象館
- 吉田郡山城跡（安芸高田市吉田町）（国史跡）
- 福山城 伏見櫓・筋鉄御門（重要文化財）[出典 165]
- 明王院 (福山市) 五重塔・本堂（国宝）
- 太田家住宅、太田家住宅朝宗亭（福山市鞆町）（重要文化財）
- 備後安国寺（福山市鞆町）（釈迦堂などは重要文化財）
- 備後吉備津神社（福山市新市町）（本殿は重要文化財）
- 草戸千軒町遺跡（福山市草戸町）

### 名所
- 縮景園（広島市）[出典 166]
- 千光寺公園（日本さくら名所100選・尾道市）
- 山野峡（福山市）
- 帝釈峡（庄原市）
- 三段峡（安芸太田町）[60]
- 筆影山・竜王山（三原市）

### 祭事・イベント
広島三大祭り
- とうかさん（6月第1金曜日から3日間）（広島市・慈善院圓隆寺）
- 住吉祭（旧暦6月14・15日、広島市・住吉神社）
- 胡子講（11月17日 - 11月20日）（広島市・胡子神社）

広島三大祭り以外
- 管絃祭（旧暦6月17日）（厳島神社）
- ひろしまフラワーフェスティバル（5月3日 - 5月5日）（広島市・広島平和記念公園及び平和大通り）
- 尾道みなと祭（4月）（尾道市）
- 呉みなと祭り（4月28日 - 4月29日）（呉市）
- ベッチャー祭り（11月1日 - 11月3日）（尾道市）
- 福山ばら祭（5月）（福山市）
- お手火祭り（7月第2土曜日）（福山市）
- 素盞嗚神社（戸手祇園社） 祇園祭（けんか御輿、7月中旬）（福山市）
- 二上り踊り（8月13日 - 8月15日）（福山市）
- 神明市（2月）（三原市）
- やっさ祭り（8月）（三原市）[57]

### 観光スポット・テーマパーク
- 呉ポートピアパーク
- 瀬戸内しまなみ海道[27]
- みろくの里・神勝寺温泉
- 福山市立動物園
- 福山メモリアルパーク（遊園地）
- ウェルサンピア福山（プール）
- 国営備北丘陵公園
- 温井ダム
- うさぎの島（大久野島）[出典 168]

### 博物館・美術館など
- 広島城天守閣
- 広島県立美術館（広島市）
- ★広島市現代美術館（広島市）
- ひろしま美術館（広島市）
- 呉市立美術館（呉市）
- 呉市海事歴史科学館（呉市、大和ミュージアム）[27]
- 海上自衛隊呉史料館（呉市、てつのくじら館）
- 平山郁夫美術館（尾道市）[出典 169]
- 日本はきもの博物館（福山市）
- 福山自動車時計博物館（福山市、クラシックカー）
- 福山市立福山城博物館（福山市）
- ★広島県立歴史博物館（福山市・草戸千軒町遺跡の出土品を展示）
- ふくやま美術館（福山市）
- ふくやま文学館（福山市、井伏鱒二の書を中心に展示）
- 福山市鞆の浦歴史民俗資料館（福山市）
- 日本郷土玩具博物館（福山市）
- 中川美術館（福山市・中国古代美術）
- 下瀬美術館（大竹市）[233][234]
- ★みよし風土記の丘（浄楽寺・七ツ塚古墳群など中国地方最大の古墳群）（三次市）

### 展示施設
- ★広島県立広島産業会館（広島市）
- 広島市中小企業会館（広島市）
- ビッグ・ローズ（福山市）

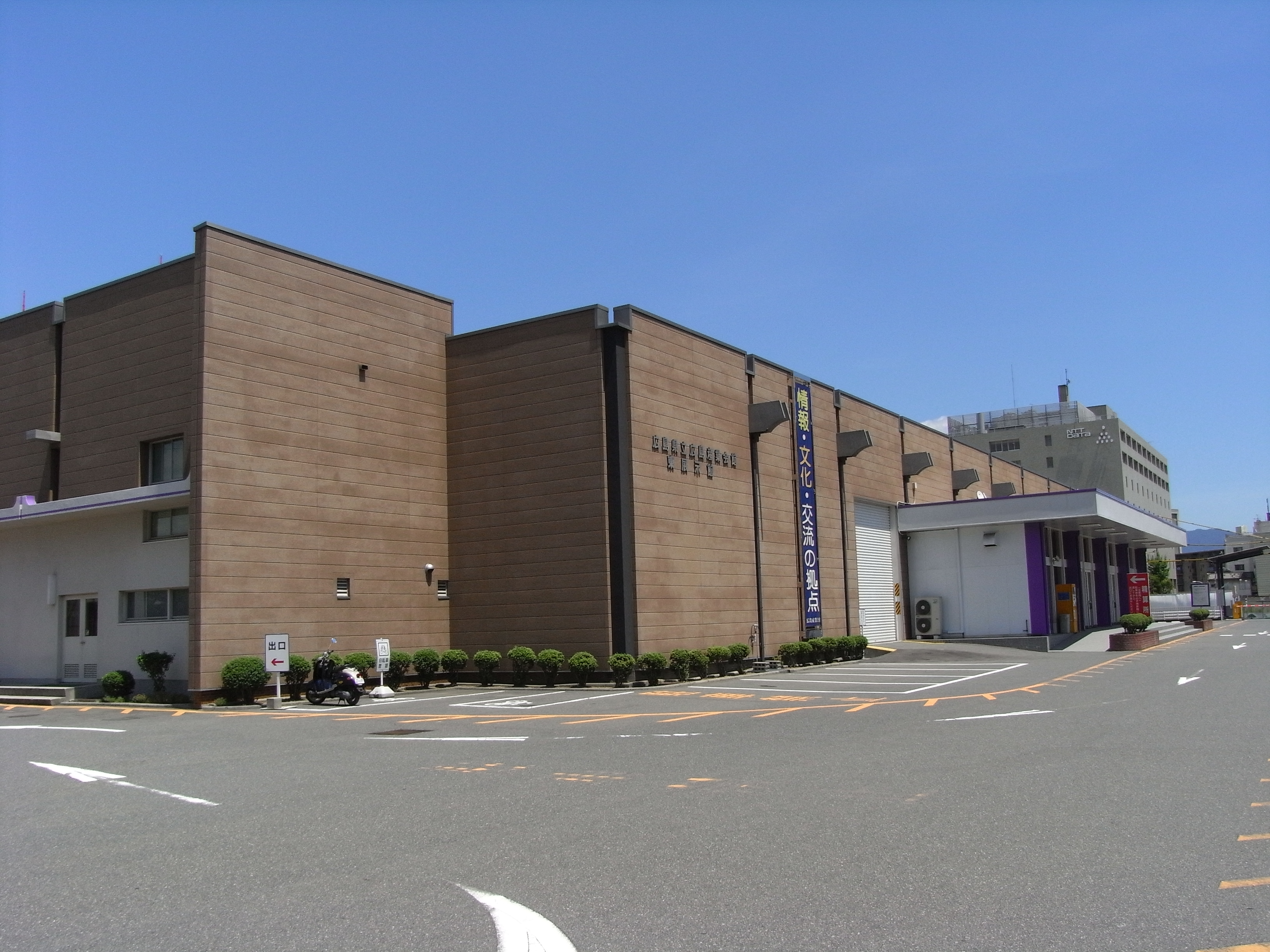
広島産業会館 東館
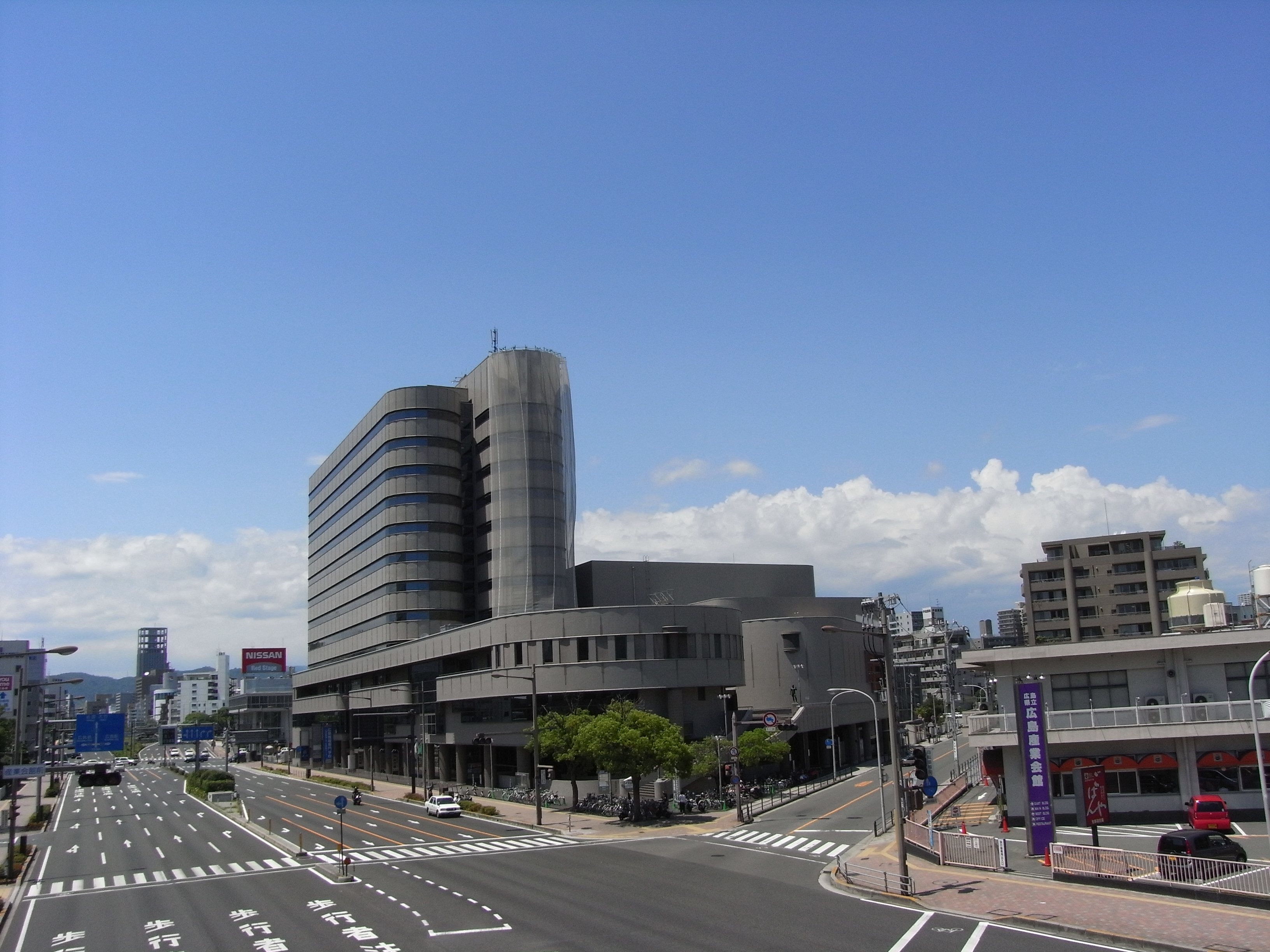
広島産業会館 西館
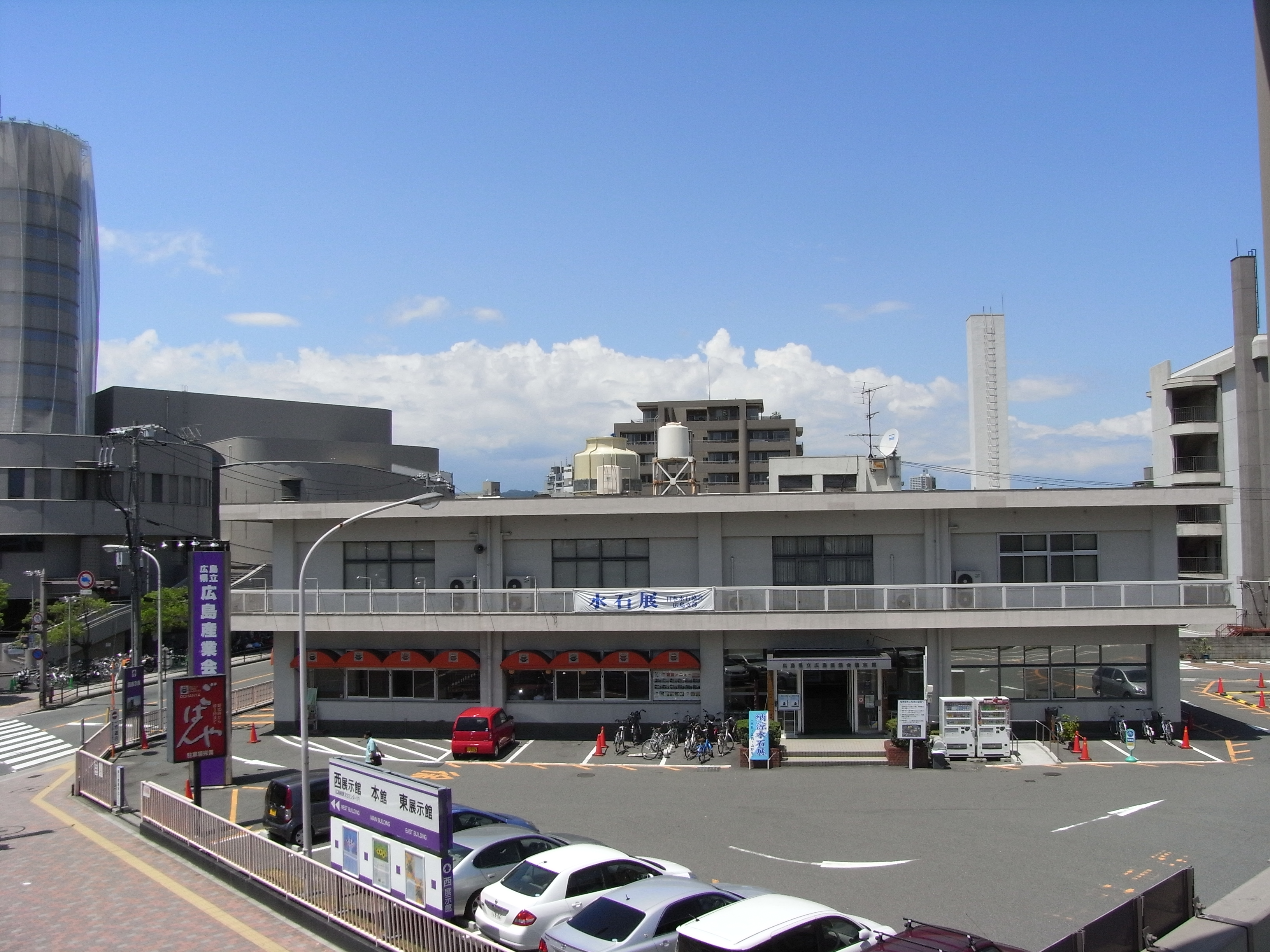
広島産業会館 本館

### 多目的ホール
便宜上1000人以上収容施設を記載している。
- ふくやま芸術文化ホール（リーデンローズ）大ホール（2003席）
- 広島市文化交流会館（広島文化学園HBGホール・旧称「広島厚生年金会館」）大ホール（2001席）
- ★広島県立文化芸術ホール（上野学園ホール・旧称「ALSOKホール」「広島郵便貯金ホール」）（1730席）
- 呉市文化ホール（1614席）
- 広島国際会議場フェニックスホール（1504席）
- アステールプラザ大ホール（1204席）
- 府中市文化センター大ホール（1030席）

## 対外関係
広島県の姉妹・友好提携関係は以下の通りである。
- 中華人民共和国四川省 - 1984年（昭和59年）9月17日友好交流提携
- アメリカ合衆国ハワイ州 - 1997年（平成9年）5月30日友好交流提携
- メキシコ合衆国グアナファト州 - 2014年（平成26年）11月友好提携

上記の他、大韓民国慶尚南道および慶尚北道との交流も行われている。

## 備考
広島県は大阪府、大分県と共に府県民歌を制定していない。県に関係する楽曲としては、いずれも用途が限定されたものだが以下の2曲が存在する。
- 虹の輝き（広島県スポーツ賛歌） - 1994年（平成6年）制定
作詞：高橋玄洋 作曲：細川俊夫
1996年（平成8年）のひろしま国体開催に合わせて作成。閉幕後も県体育歌として演奏されている。
- 未来の風 - 2000年（平成12年）制定
作詞・作曲：松村春菜 編曲：大島ミチル
第15回国民文化祭テーマ曲。閉幕後は「けんみん文化祭ひろしま」のテーマ曲として引き継がれた。

## 人物

### 広島県名誉県民
広島県名誉県民の称号は、「社会文化の興隆に卓越した功績があり、県民の誇りとして等しく尊敬を受ける」者へ贈られる。
| 受賞者氏名 | 職業                   | 選定年月日     | 備考                                           | 出典    |
| ---------- | ---------------------- | -------------- | ---------------------------------------------- | ------- |
| 三宅一生   | ファッションデザイナー | 2011年12月1日  | 文化勲章受章                                   | [ 237 ] |
| 平山郁夫   | 日本画家               | 2011年12月1日  | 文化勲章受章                                   | [ 237 ] |
| 岡田善雄   | 生物学者               | 2011年12月1日  | 細胞融合の研究、文化勲章受章                   | [ 237 ] |
| 井伏鱒二   | 小説家                 | 2011年12月1日  | 文化勲章受章                                   | [ 237 ] |
| 圓鍔勝三   | 彫刻家                 | 2011年12月1日  | 文化勲章受章                                   | [ 237 ] |
| 織田幹雄   | 元陸上選手             | 2011年12月1日  | 1928年アムステルダムオリンピックで金メダル獲得 | [ 237 ] |
| 宮澤喜一   | 政治家                 | 2011年12月1日  | 元内閣総理大臣                                 | [ 237 ] |
| 奥田元宋   | 日本画家               | 2011年12月1日  | 文化勲章受章                                   | [ 237 ] |
| 井口洋夫   | 化学者                 | 2011年12月1日  | 有機半導体の研究、文化勲章受章                 | [ 237 ] |
| 新藤兼人   | 映画監督               | 2012年5月30日  | 文化勲章受章                                   | [ 237 ] |
| 阿川弘之   | 小説家                 | 2015年8月6日   | 文化勲章受章                                   | [ 237 ] |
| 今井政之   | 陶芸家                 | 2018年12月17日 | 文化勲章受章                                   | [ 237 ] |

### 広島県県民栄誉賞受賞者
広島県県民栄誉賞は、「輝かしい業績をあげ、広く県民に夢と希望を与え」た者へ贈られる。
| 受賞者氏名 | 職業           | 選定年月日     | 備考                                             | 出典    |
| ---------- | -------------- | -------------- | ------------------------------------------------ | ------- |
| 山本浩二   | 元プロ野球選手 | 1987年1月12日  | 当時広島東洋カープ所属・「ミスター赤ヘル」       | [ 239 ] |
| 衣笠祥雄   | 元プロ野球選手 | 1987年6月15日  | 当時広島東洋カープ所属・「鉄人」                 | [ 240 ] |
| 岡本綾子   | プロゴルファー | 1993年9月14日  | 1993年日本女子オープンゴルフ選手権競技優勝       | [ 241 ] |
| 北別府学   | 元プロ野球選手 | 1994年11月10日 | 当時広島東洋カープ所属                           | [ 242 ] |
| 森下洋子   | バレリーナ     | 2000年11月2日  | 日本最初の国際的プリマバレリーナ                 | [ 243 ] |
| 野村謙二郎 | 元プロ野球選手 | 2005年7月9日   | 当時広島東洋カープ所属                           | [ 244 ] |
| 前田智徳   | 元プロ野球選手 | 2007年9月12日  | 当時広島東洋カープ所属                           | [ 245 ] |
| 黒田博樹   | 元プロ野球選手 | 2016年9月22日  | 当時広島東洋カープ所属                           | [ 246 ] |
| 新井貴浩   | 元プロ野球選手 | 2016年9月22日  | 当時広島東洋カープ所属                           | [ 247 ] |
| 金藤理絵   | 元競泳選手     | 2016年11月20日 | 2016年リオデジャネイロオリンピックで金メダル獲得 | [ 248 ] |